# Echter Hopfen

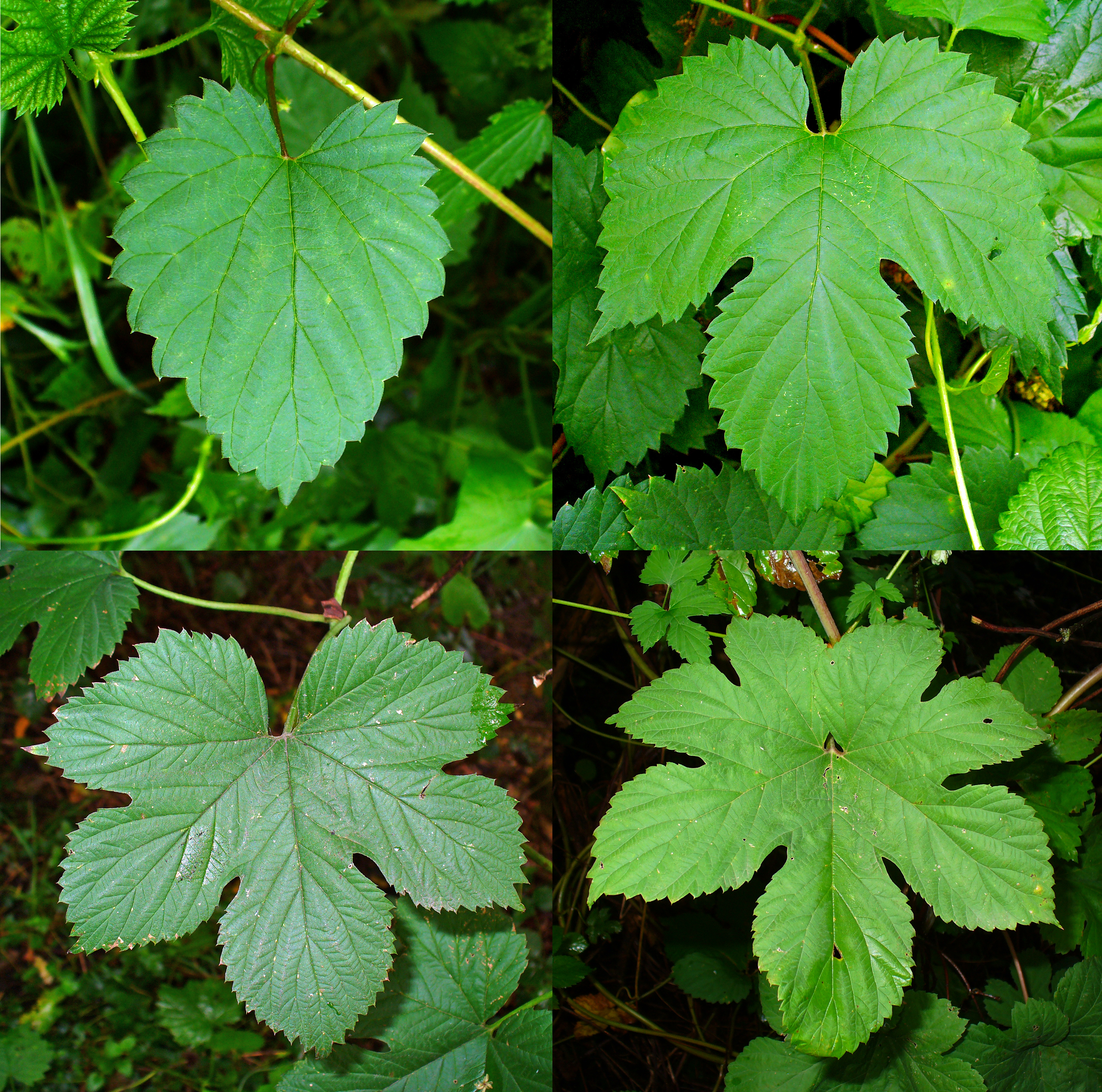
Verschiedene Blätter von Humulus lupulus

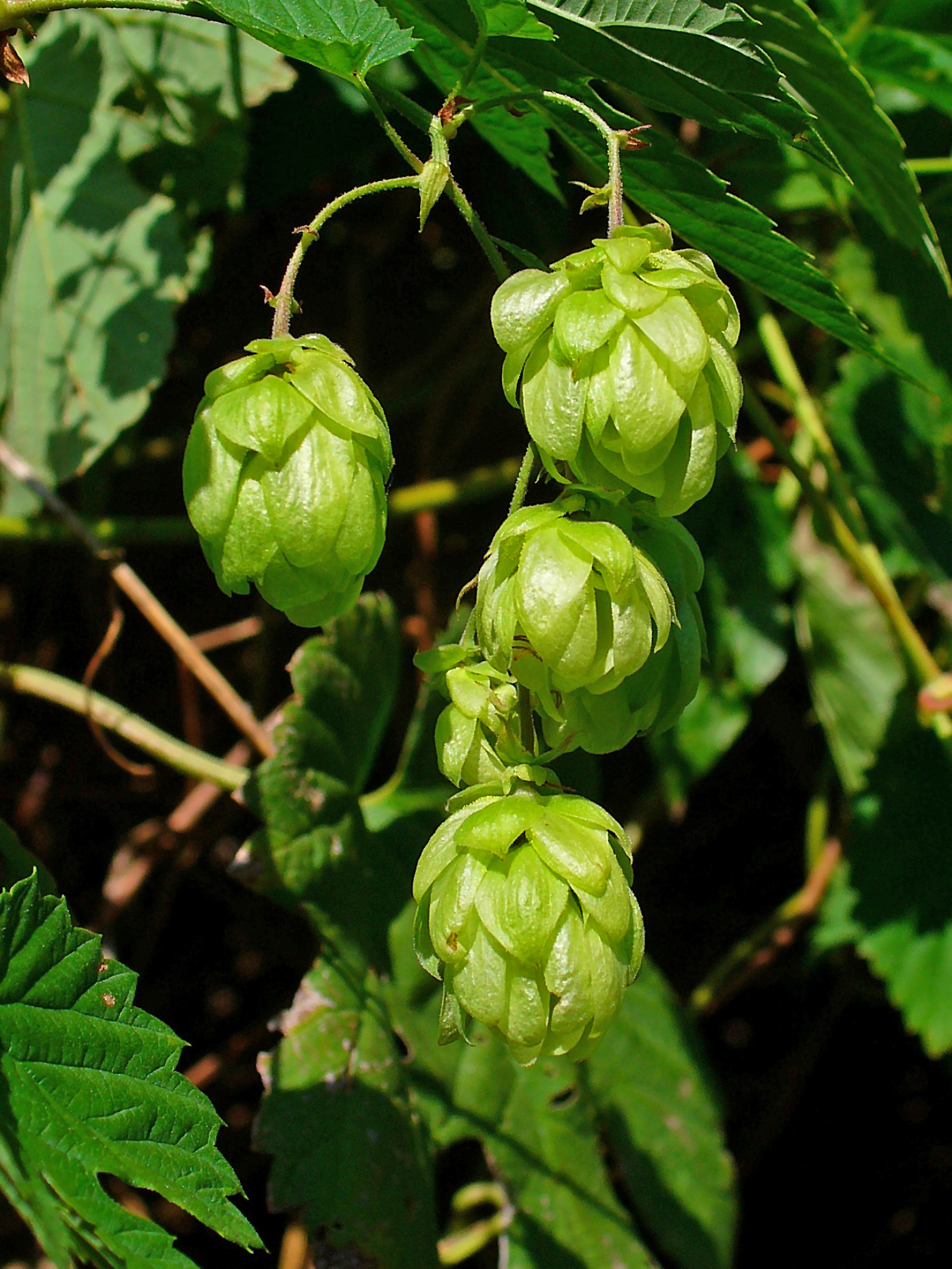
Junge Fruchtstände

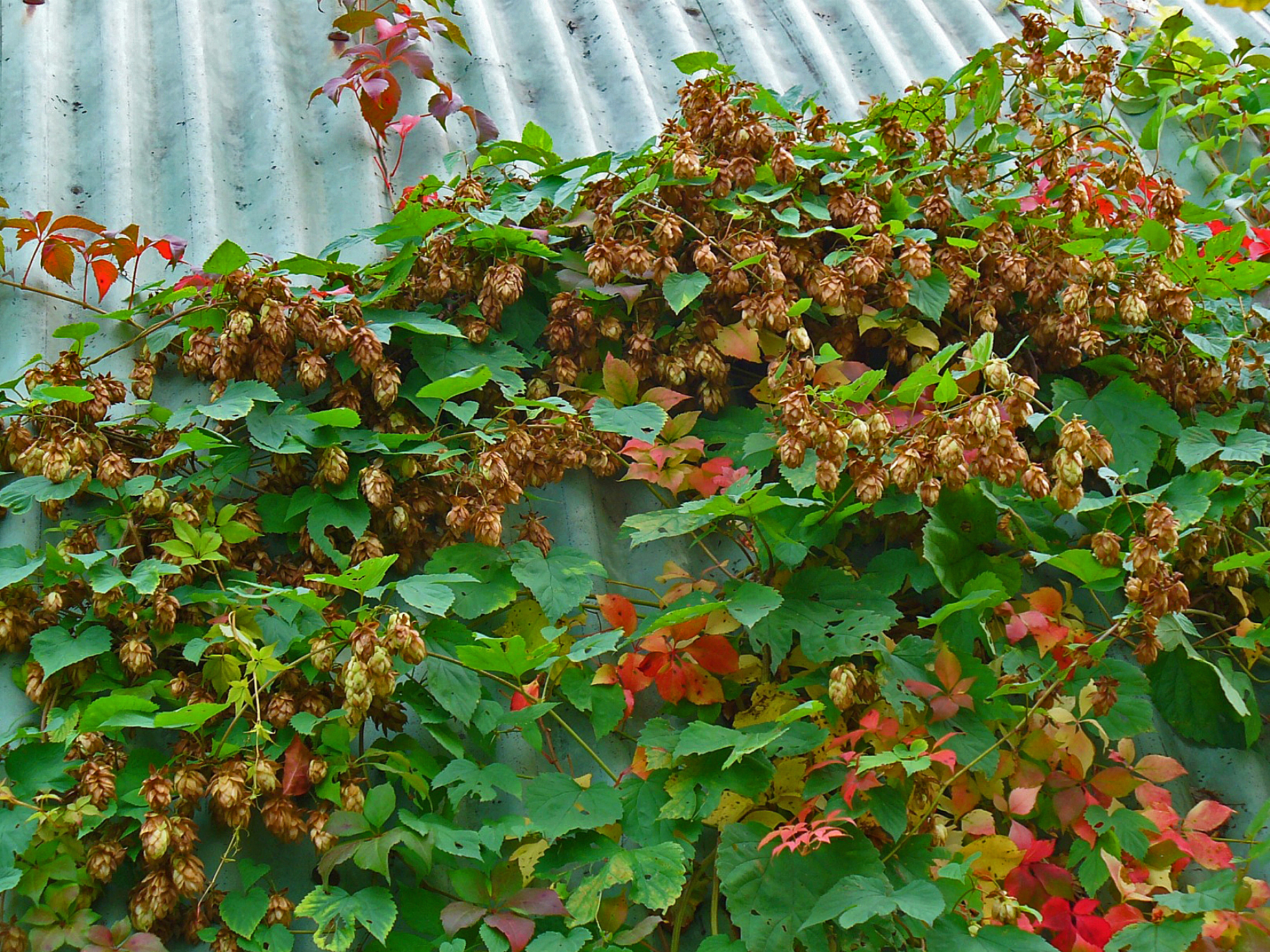
Ältere Fruchtstände

Der Echte Hopfen (Humulus lupulus) ist eine Pflanzenart in der Gattung Hopfen und durch seine Verwendung beim Bierbrauen bekannt. Er gehört zur Familie der Hanfgewächse (Cannabaceae).
Echter Hopfen wurde zur Arzneipflanze des Jahres 2007 gekürt.

## Wilder Hopfen
Die Wildform des Echten Hopfens wächst bevorzugt an stickstoffreichen Standorten mit höherer Bodenfeuchte, zum Beispiel in Auwäldern, aber auch an Waldrändern und in Gebüschen auf trockeneren Flächen. Selten bildet er größere Bestände, kommt aber meist in kleinen Gruppen vor. Er ist in Mitteleuropa eine Charakterart der pflanzensoziologischen Ordnung Prunetalia, kommt aber auch in Gesellschaften der Verbände Alno-Ulmion oder Alnion vor. In den Allgäuer Alpen steigt er im Tiroler Teil bei Elbigenalp bis zu einer Höhenlage von 1036 Metern auf.

## Beschreibung
Aus einem dicken Wurzelstock (Rhizom) treibt der laubabwerfende Hopfen meist sehr zahlreich aus. Er ist eine ausdauernde, krautige Kletterpflanze die einige Meter weit und hoch wächst. Es sind dünne, raue und hohle Stängel mit anker- oder hackenartigen „Kletterhaaren“ (Stacheln), die eine erstaunliche Haftfähigkeit besitzen. Diese Triebe werden wie beim Wein als Reben bezeichnet und wachsen im Durchschnitt 10 cm pro Tag. Wie bei allen Stauden kommt es nicht zu einer durchgehenden Verholzung der Pflanze. Hopfen ist ein Rechtswinder, die oberirdischen Triebe sind einjährig und sterben nach der Samenreife ab. Mit 2 bis 6 Metern Höhe ist die Wildform kleiner als die Zuchtsorten mit 4–8 Meter; ebenso sind die Blütenstände deutlich kleiner. In Mitteleuropa ist der Wilde Hopfen nahezu überall anzutreffen, kleinere Lücken gibt es im Alpenvorland.
Die unterseits gegen- bis oberseits wechselständigen Laubblätter sind lang gestielt. Die bis 15 Zentimeter langen Blattiele sind rauhaarig. Die spitzen bis zugespitzten, grob stachelspitzig gesägten bis gezähnten, eiförmigen bis rundlichen, bis 15 Zentimeter langen Blätter sind herzförmig, meist gelappt bis gespalten mit bis zu sieben Lappen oder ungelappt. Die Lappen sind spitz bis zugespitzt. Die Blätter sind oberseits rau und unterseits auf den Adern mehr oder weniger behaart und heller sowie harzig-drüsig. Die kahlen Nebenblätter sind verwachsen.
Der Hopfen ist eine zweihäusige diözische Pflanze. Die Blütenstände sind achselständig. Der männliche Blütenstand ist eine Rispe, der kleine weibliche eine oft einzeln oder zu wenigen traubig stehende, zapfenartige Ähre. Die kleinen Blüten besitzen eine einfache Blütenhülle (Perigon, Kelch). Die hängenden, gestielten männlichen Blüten besitzen ein weißliches, fünfteiliges, bewimpertes Perigon und fünf kurze Staubblätter. Die sitzenden, weiblichen Blüten besitzen ein minimales Perigon das mit dem oberständigen, einkammerigen Fruchtknoten verwachsen ist. Der Griffel ist sehr kurz mit langen, papillösen Narbenästen. Die weiblichen Blüten mit jeweils einem Deckblatt stehen paarig an einem Tragblatt.
Es werden kleine, einsamige, eiförmige bis rundliche Nüsschen mit beständigen, drüsigen Perigon am teils drüsigen Deckblatt, sie stehen paarig im teils drüsigen Tragblatt zu vielen in einem hängenden, zapfenförmigen, eiförmigen und zuerst grün-gelblichen, bis 6 Zentimeter langen Fruchtstand mit zickzackförmiger Spindel.
Die Chromosomenzahl beträgt 2n = 20.
Wegen seines umfangreichen Rhizoms ist eine Beseitigung aufwendig.

### Wilder Hopfen als Speisepflanze
Die jungen Hopfensprosse (Hopfenspitzen) eignen sich als Delikatesse mit feinem harzigem Geschmack sehr gut, wenn sie in Butter gebraten oder kurz gekocht werden, entweder im Dampf (die noch sehr zarten Triebe) oder in Salzwasser (2–4 Minuten). Bei der Ernte kann man die richtige Länge (ca. 10 bis 25 cm) herausfinden, indem man mit den Fingern den Stängel hinauffährt und ihn dabei leicht biegt. Er bricht dann an einem bestimmten Punkt ab, und das ist die richtige Stelle, weil der Spross ab da aufwärts noch genügend zart ist.
Seit einigen Jahren gewinnt die Ernte von Hopfenspargel wieder an Bedeutung. Hierbei werden in einem zwei- bis dreiwöchigen Zeitraum in den Monaten März und April (je nach Witterung) die weißen, frisch ausgetriebenen Sprösslinge des Hopfens aus der Erde gegraben und regional als Spezialität angeboten. Die sehr kurze Saison und die zeitaufwändige Ernte in Handarbeit machen den Hopfenspargel zu einer der teuersten in Deutschland angebauten Gemüsesorten.
Weibliche Blütenstände (Hopfendolden) werden in Osteuropa frittiert gegessen (siehe auch Geschichte).

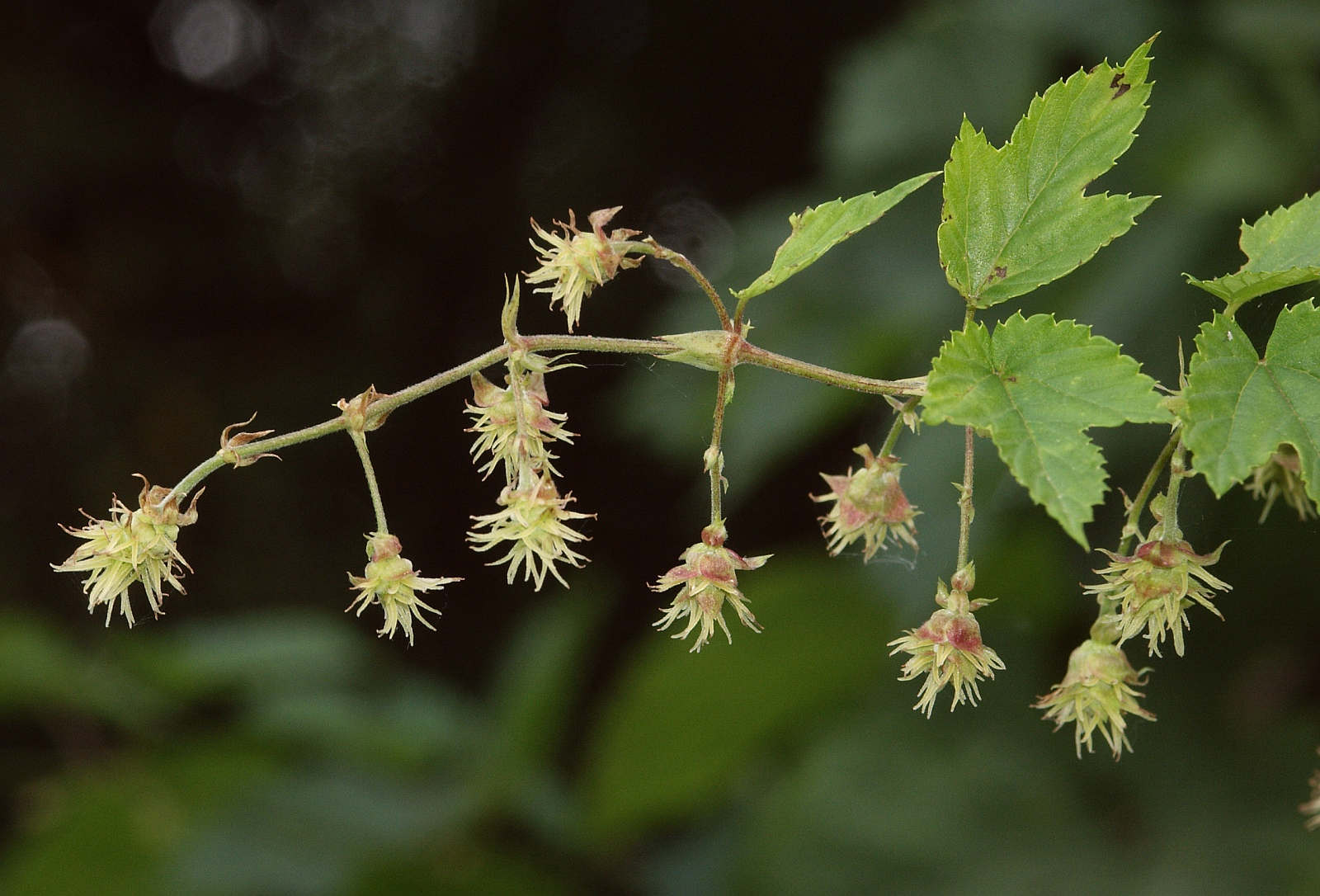
Weibliche Blüten des wilden Hopfens
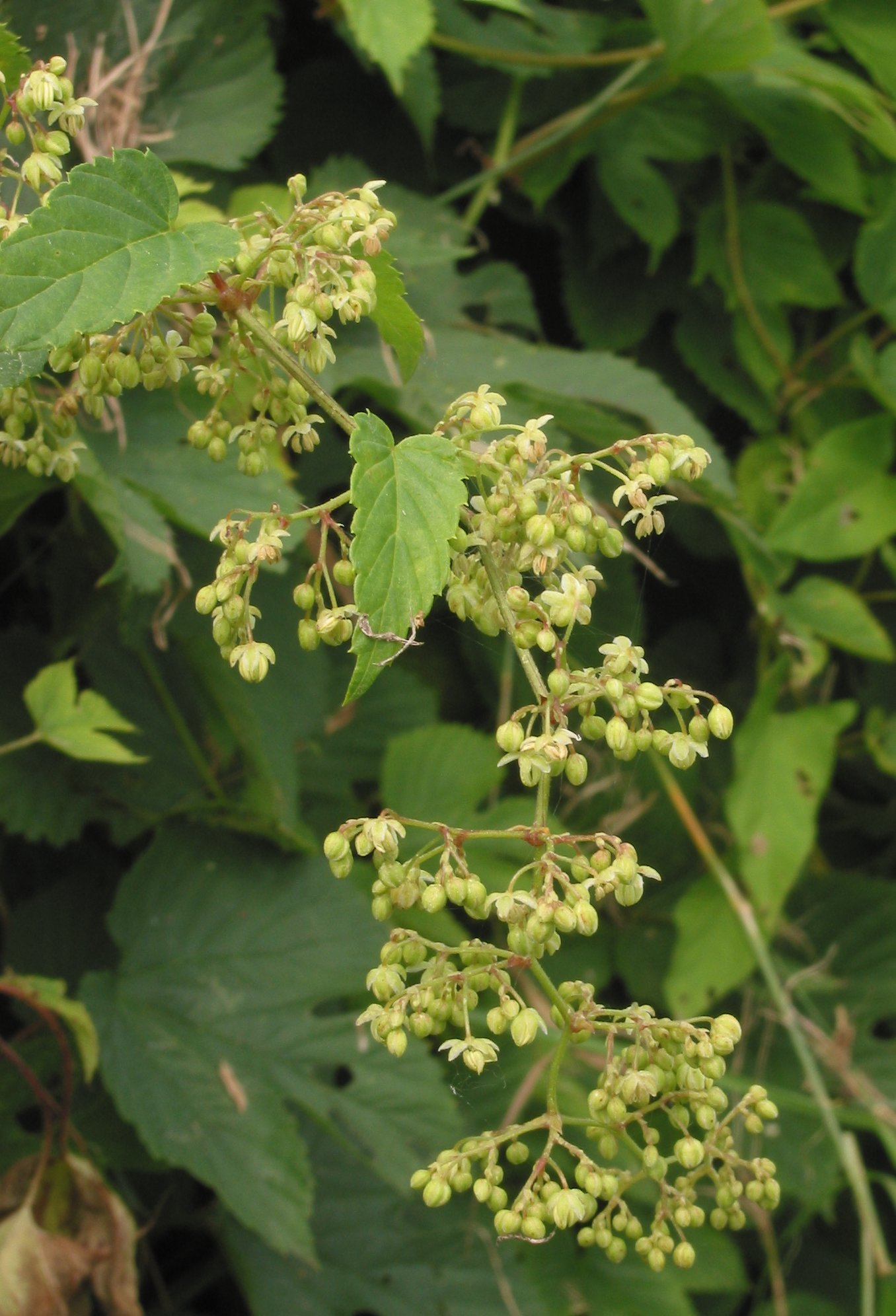
Männliche Blüten des wilden Hopfens
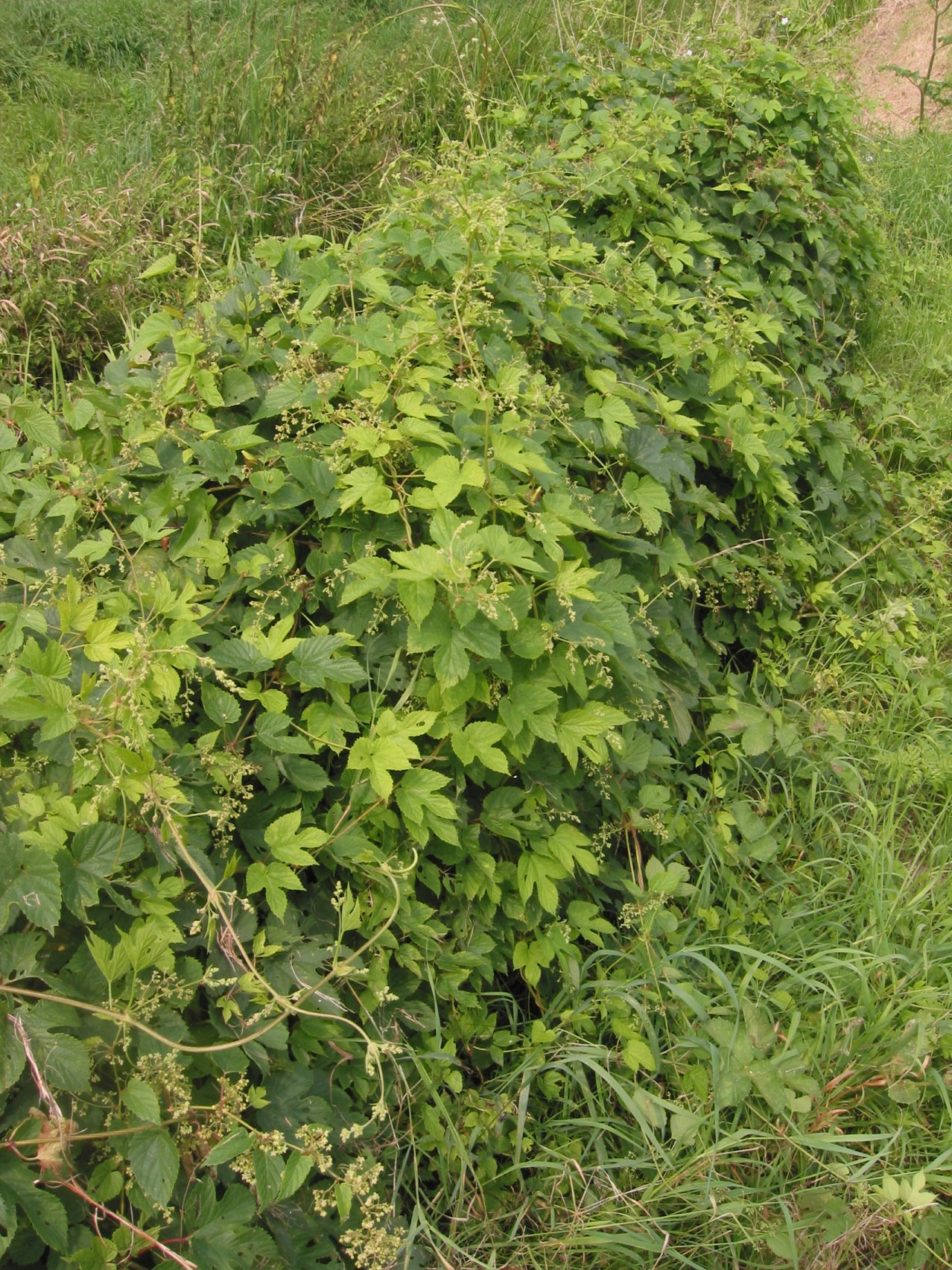
Männliche Pflanze des wilden Hopfens

## Kulturhopfen

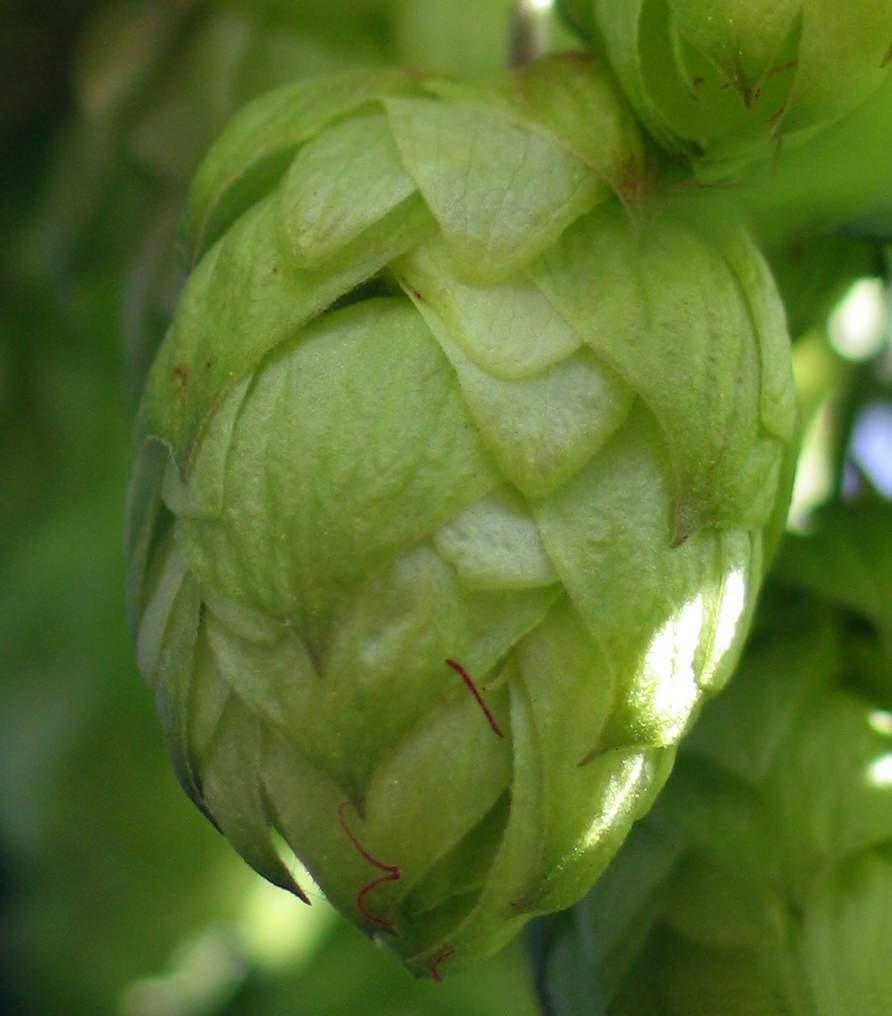
Hopfendolde einer Kultursorte

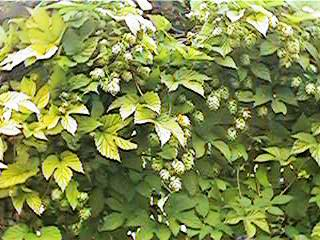
Humulus lupulus 'Aureus'

Die Kultursorten des Echten Hopfens werden zur Gewinnung der weiblichen Blütenstände landwirtschaftlich angebaut. Diese heißen in der Hopfenwirtschaft „Dolden“, obwohl sie botanisch gesehen zapfenförmige Ähren sind, und finden beim Bierbrauen Verwendung. Auch die jungen Triebe im Frühling und die Samen im Herbst sind essbar.
Die wichtigsten deutschen Anbaugebiete sind die Hallertau in Bayern, das Elbe-Saale-Anbaugebiet in den Bundesländern Sachsen, Thüringen und Sachsen-Anhalt, das Schussental zwischen Tettnang und Ravensburg in Baden-Württemberg und die Region um Spalt in Mittelfranken.
Eine Befruchtung durch den Pollen männlicher Pflanzen verringert den Ertrag an Bierwürze, verkürzt das Erntezeitfenster (überreife Hopfendolden schmecken unangenehm) und erschwert die Verarbeitung in der Brauerei. Darum sind die Felder komplett pistillat (botanisch weiblich). Die Dolden besitzen an der verdeckten Oberfläche der Kelchblätter (Calyxen) und Tragblätter (Brakteen) Harzkügelchen, aus denen man das gelbe Lupulin gewinnen kann. Es wirkt als Geschmacksstoff und Konservierungsmittel. Man unterscheidet grundsätzlich zwischen den Bitterhopfensorten und den Aromahopfensorten. Dies sind vom oft beworbenen Siegelhopfen zu unterscheidende Kategorien, da es sich dabei lediglich um Hopfen aus bestimmten Anbaugebieten handelt. Rückschlüsse auf die Qualität oder die Sorte lässt die Bezeichnung Siegelhopfen also nicht zu. Für den Brauprozess sind hauptsächlich die sogenannten „α-Säuren“, d. h. α-Lupulinsäure oder Humulon und deren Derivate die für die Bittere des Bieres verantwortlich sind, von Bedeutung; die „β-Säuren“ β-Lupulinsäure (Lupulon) und ihre Abkömmlinge sind für die Geschmacksaromen wichtig. Der α-Säuren-Anteil von Aromasorten beträgt etwa 3–9 % im Vergleich zu 12–20 % bei Bittersorten, jedoch haben Aromasorten dafür deutlich höhere Konzentrationen an aromatisch hoch wirksamen Inhaltsstoffen wie ätherischen Ölen oder Polyphenolen.
Früh im Brauprozess zugesetzter und lange mitgekochter Hopfen erhöht die Hopfenausbeute, die eine chemische Umwandlung der α-Säuren in Iso-α-Säuren darstellt; die Würze wird dadurch bitterer. Später hinzugefügt entsteht ein eher mildes Bier. Faktoren wie beispielsweise die Art des Hopfenprodukts (Pellets, Extrakte usw.) oder auch die Intensität des Kochens und der Extraktgehalt der Würze beeinflussen die Hopfenausbeute mit.

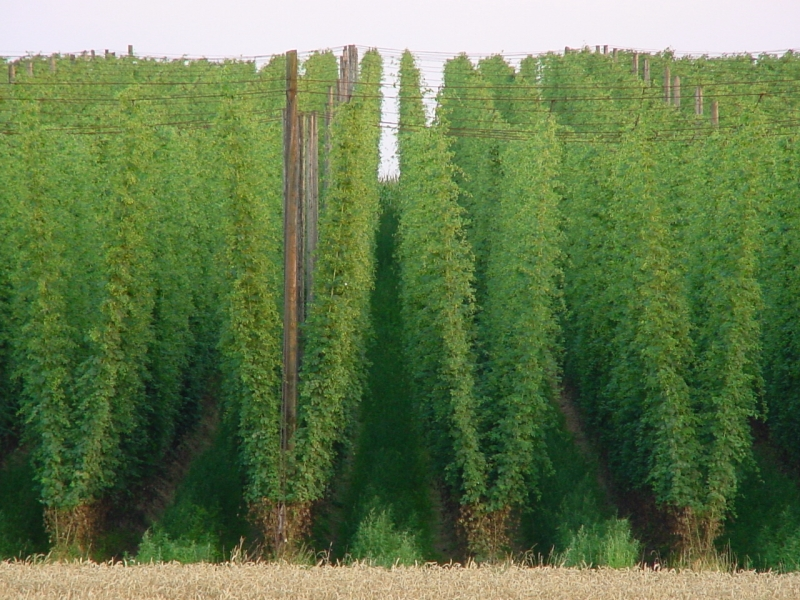
Hopfen kurz vor der Ernte

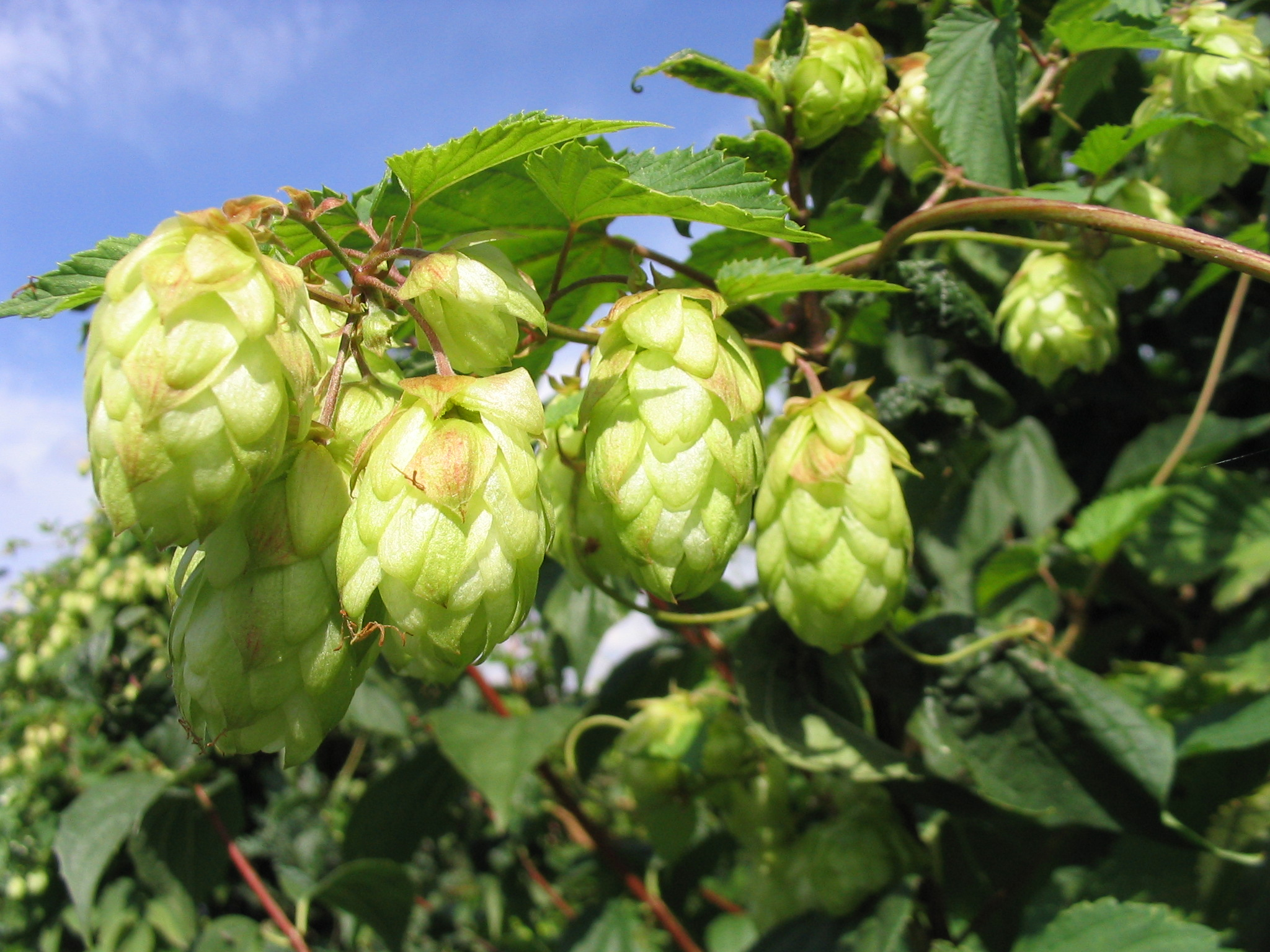
Fruchtstände von wildem Hopfen

Seine Bedeutung erreichte der Hopfen ursprünglich, weil seine bakteriziden Bitterstoffe beim Brauen von Bier wesentlich zur Haltbarkeit beitrugen. Die antiseptische Kraft des Hopfens wurde 1153 n. Chr. von Hildegard von Bingen beschrieben mit den Worten „putredines prohibet in amaritudine sua“ (seine Bitterkeit verhindert die Fäulnis).
Die ältesten schriftlichen Quellen zum Hopfenanbau stammen aus dem frühen Mittelalter. Angeblich wurde der Hopfenanbau erstmals im Jahre 736 n. Chr. bei Geisenfeld in der Hallertau erwähnt; konkrete Quellen existieren für die Jahre 768 (Kloster St. Denis nördlich von Paris), 822 (Kloster Corvey) und 859 bis 875 (Hochstift Freising). Eine erste Erwähnung des Hopfens als Brauzusatz findet sich im Jahre 1079. Im Hochmittelalter kommen Wollin, Breslau, Troppau, Brüx, Wismar, Braunschweig und Lübeck als Hauptanbaugebiete hinzu.

### Anbau und Ernte
Hopfen wird alljährlich im Frühjahr ab Ende März in den Gerüstanlagen von sogenannten Hopfengärten kultiviert.
Vermehrt wird die Pflanze vegetativ über Stecklinge, die auch Fechser genannt werden, oder über das Rhizom, das geteilt werden kann, seltener generativ, also durch die Frucht des Hopfens. Letztere Methode findet fast ausschließlich in der Forschung und Züchtung statt.
Zwei oder drei Triebe der Pflanze werden ab etwa Mai um einen Draht als Kletterhilfe gelegt und wachsen bis Ende Juli auf die in Deutschland übliche Gerüsthöhe von sieben Metern. Neuere und wiederentdeckte Sorten erfordern andere, meist geringere Gerüsthöhen und damit alternative, teils vorteilhaftere Gerätschaften, was jedoch eine Umstellung erfordert und letztlich ihr Durchsetzungsvermögen merklich hemmt. Sind die Ähren der weiblichen Pflanze reif, werden die Hopfenreben während der etwa dreiwöchigen Erntezeit (letzte August- und erste September-Dekade) knapp über dem Boden abgeschnitten und von den Gerüstanlagen gerissen. Die Ernte war früher reine Handarbeit, heute werden Pflückmaschinen eingesetzt. Auf dem Hof werden von Pflückmaschinen die Dolden vom Hopfenstock getrennt. Die weichen und feuchten Dolden werden in der Darre getrocknet, bis sie nur noch etwa 11 Prozent Feuchtigkeit enthalten, dann gepresst und gekühlt. Oft wird Hopfen zu Pellets (kleine, gepresste Zylinderstücke) weiterverarbeitet. Diese haben, luftdicht verpackt, längere Haltbarkeit. Wird der Hopfen zu warm oder nicht luftdicht abgepackt, verliert er schnell die flüchtigen Aromen und in einem Jahr bis zu 35 Prozent seines Brauwertes.

### Verwendung
95 Prozent des Hopfens wird, meistens in der Form von Hopfenpellets, für die Bierherstellung verwendet. Er verleiht dem Bier sein Aroma und die typische Bitterkeit. Die Hopfeninhaltsstoffe wirken zusätzlich beruhigend, konservierend und schaumstabilisierend. Zum Brauen werden ausschließlich die Dolden der weiblichen Hopfenpflanzen verwendet. Für einen Liter Bier benötigt man 1 bis 4 Gramm Hopfen.
Beim Grünhopfenbier wird der Hopfen ohne Trocknung direkt von der Ernte verarbeitet.
Vereinzelt wird Hopfen als Geschmacksbereicherung für einige Liköre und Schnäpse verwendet, inzwischen wird auch Hopfen-Limonade hergestellt.
Ein geringer Anteil des Hopfens wird zu medizinischen Zwecken, hauptsächlich als Sedierungsmittel, verwendet.

Hopfen
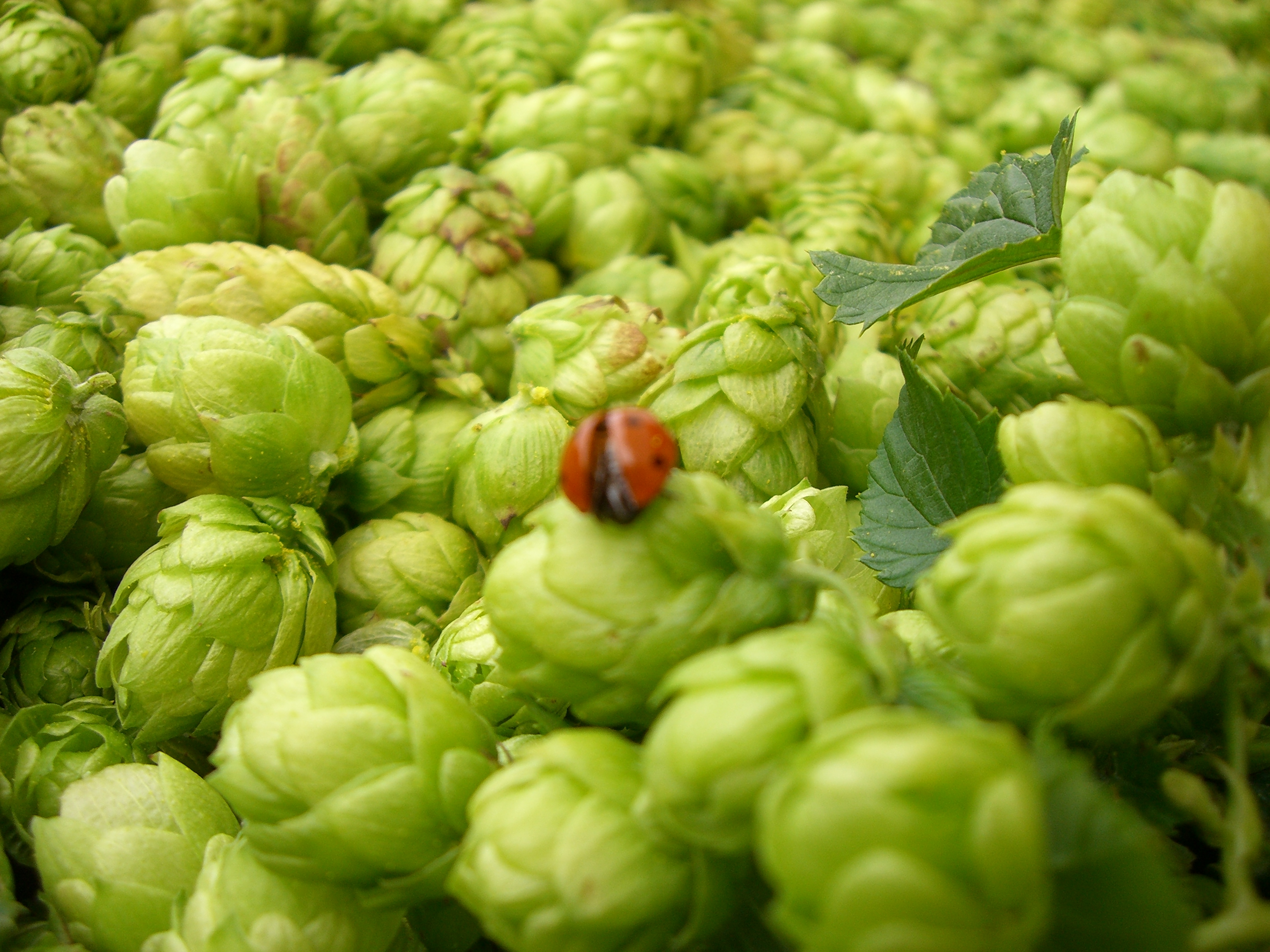
Geerntete Dolden
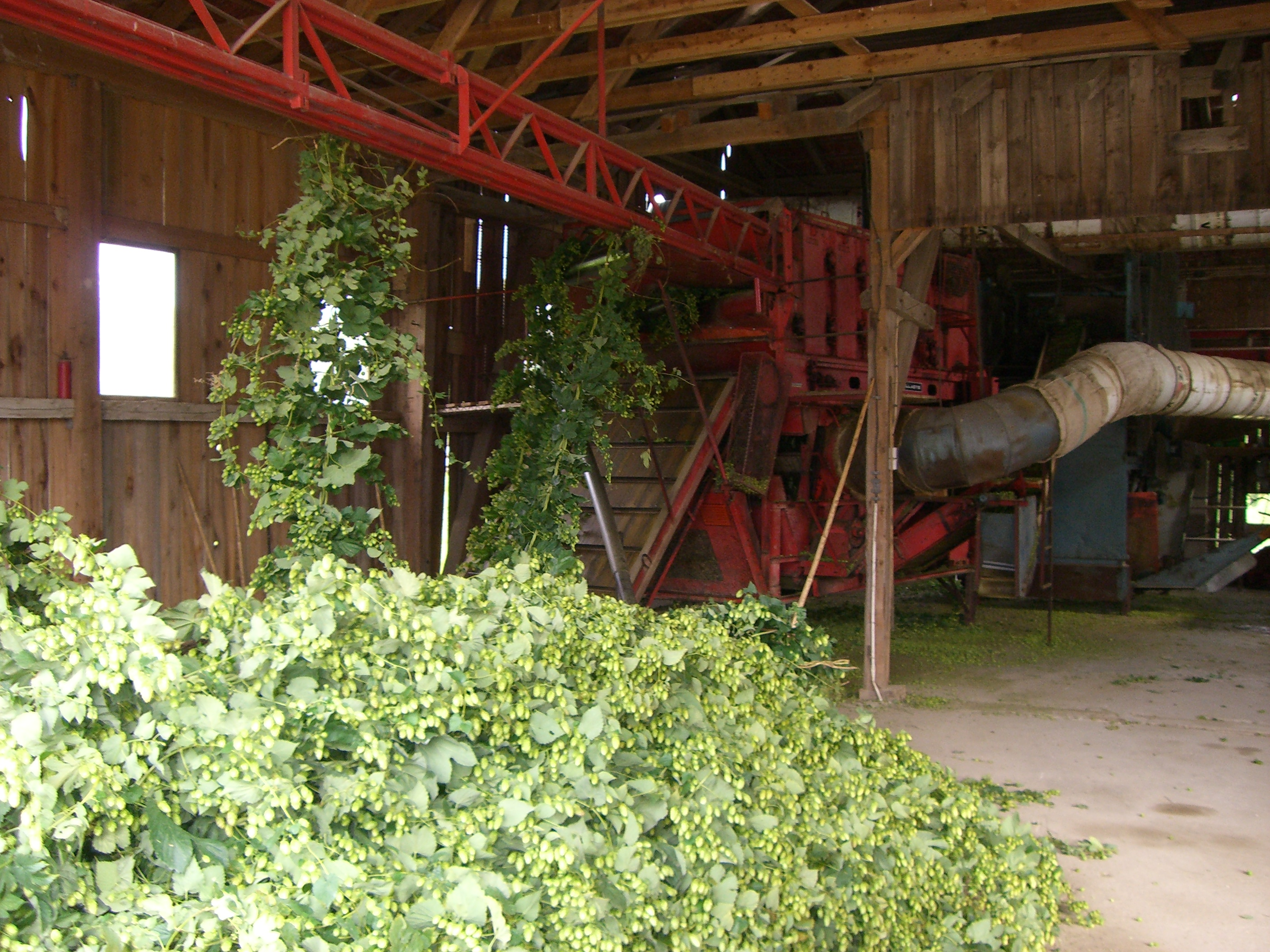
Pflückmaschine
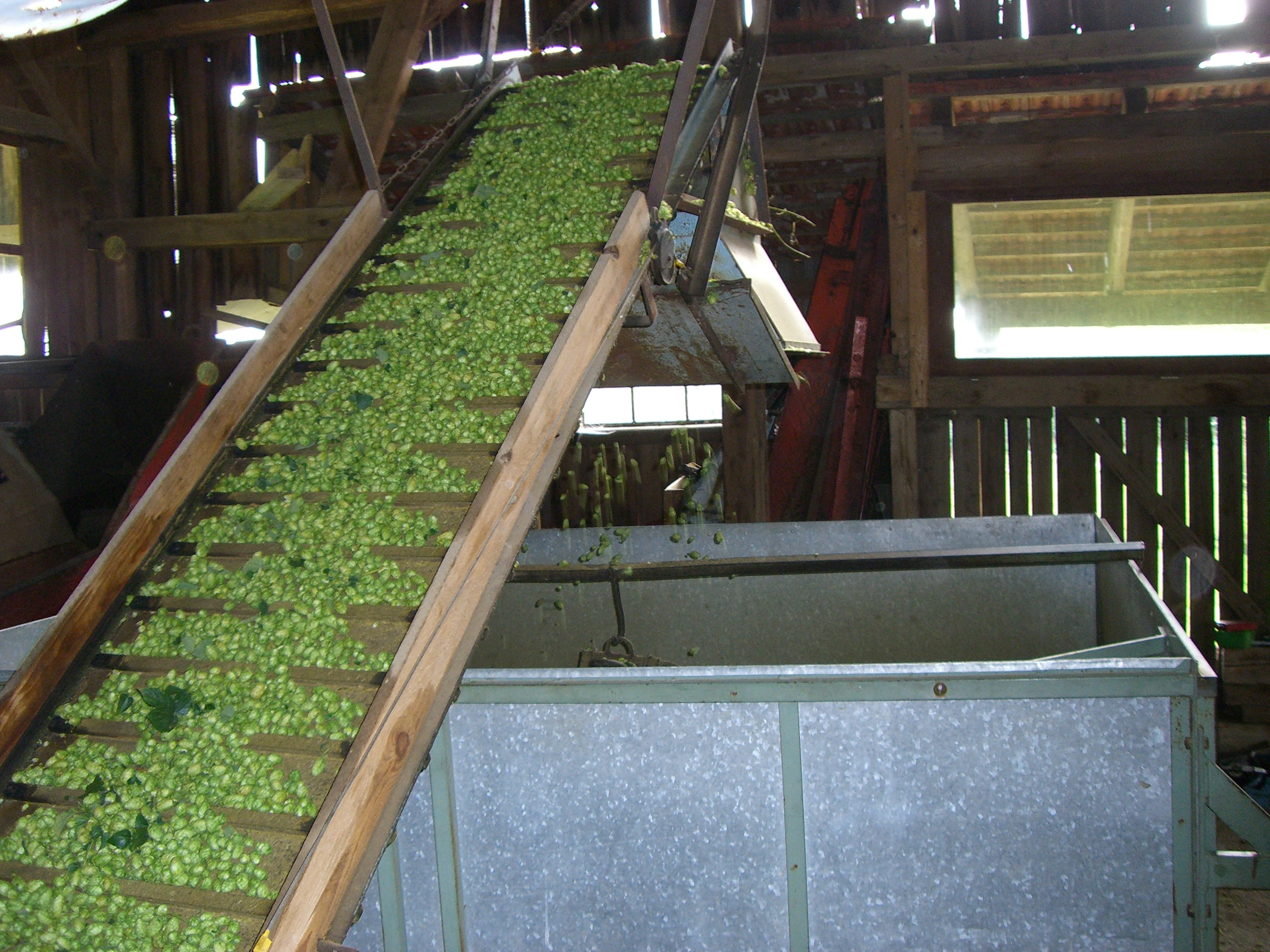
Pflückmaschine
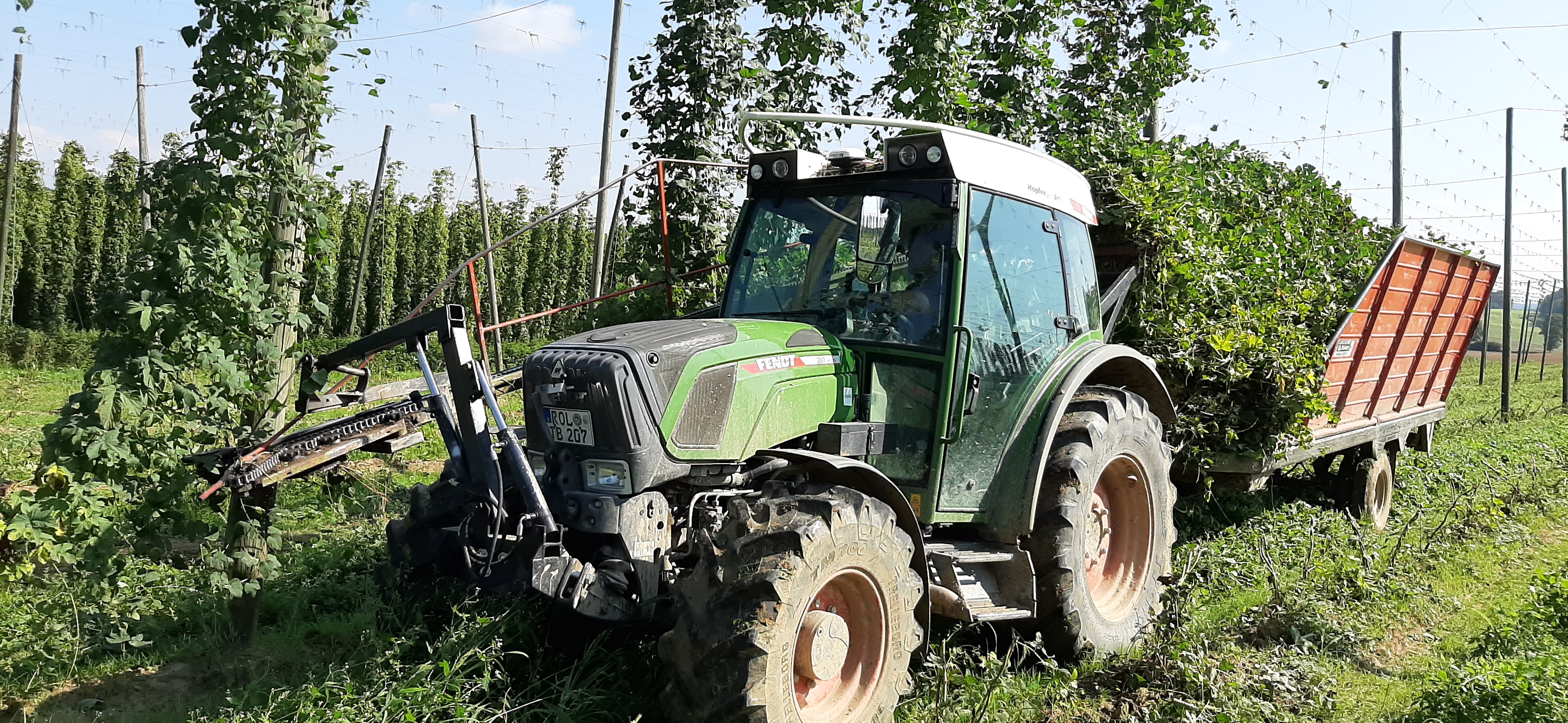
Abreißgerät bei der Ernte
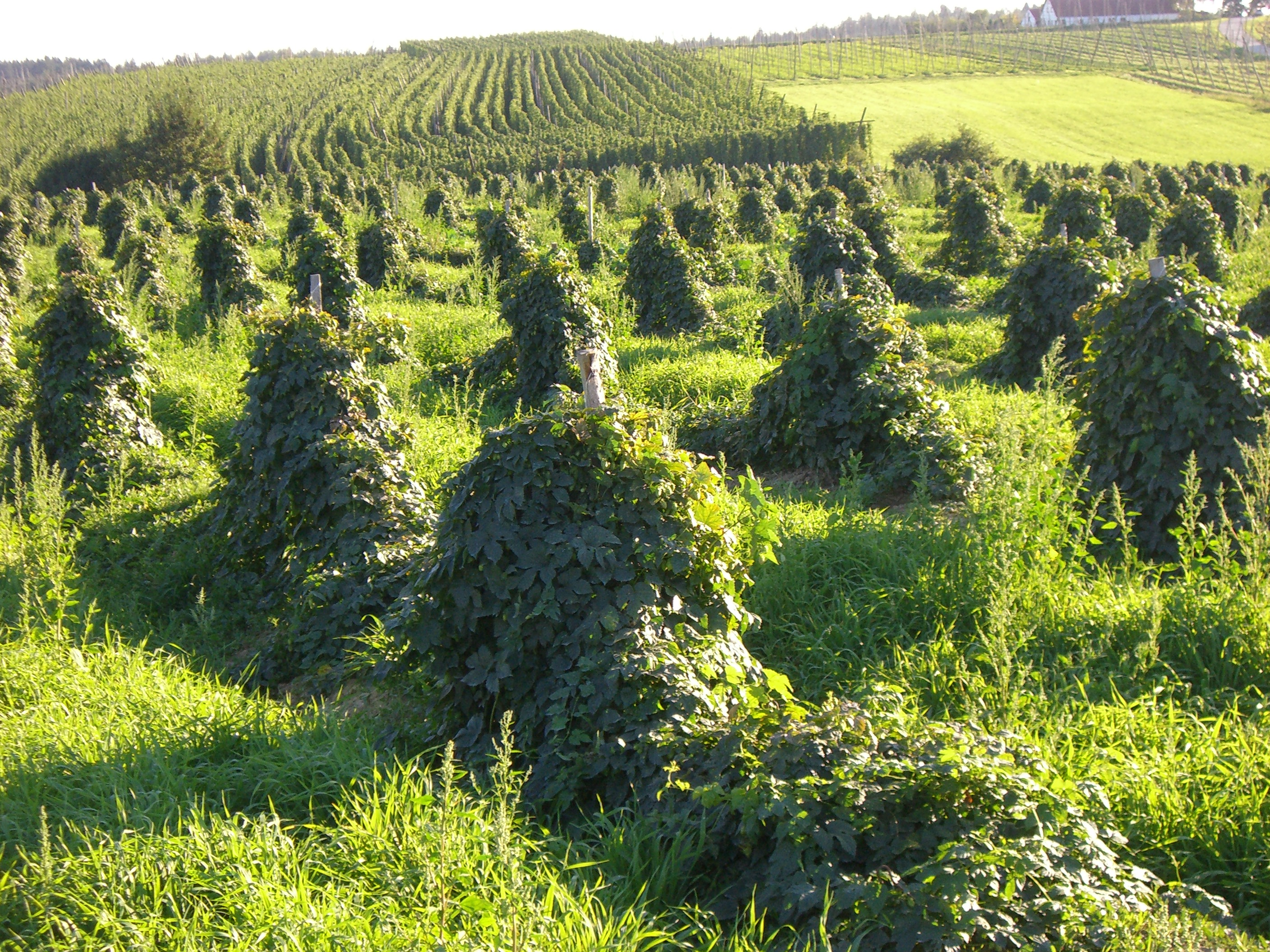
Einjähriger Junghopfen
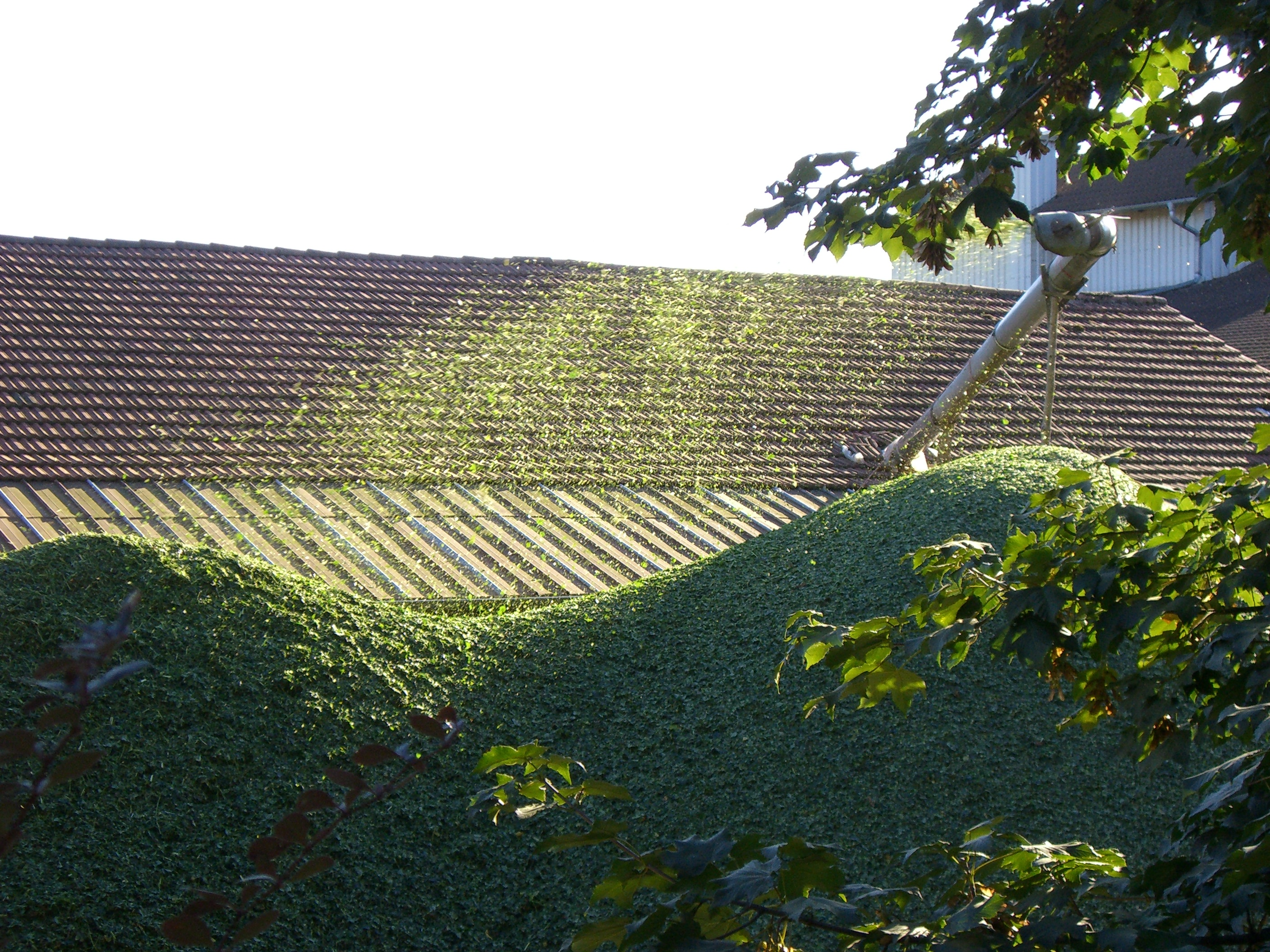
Häckselabfall
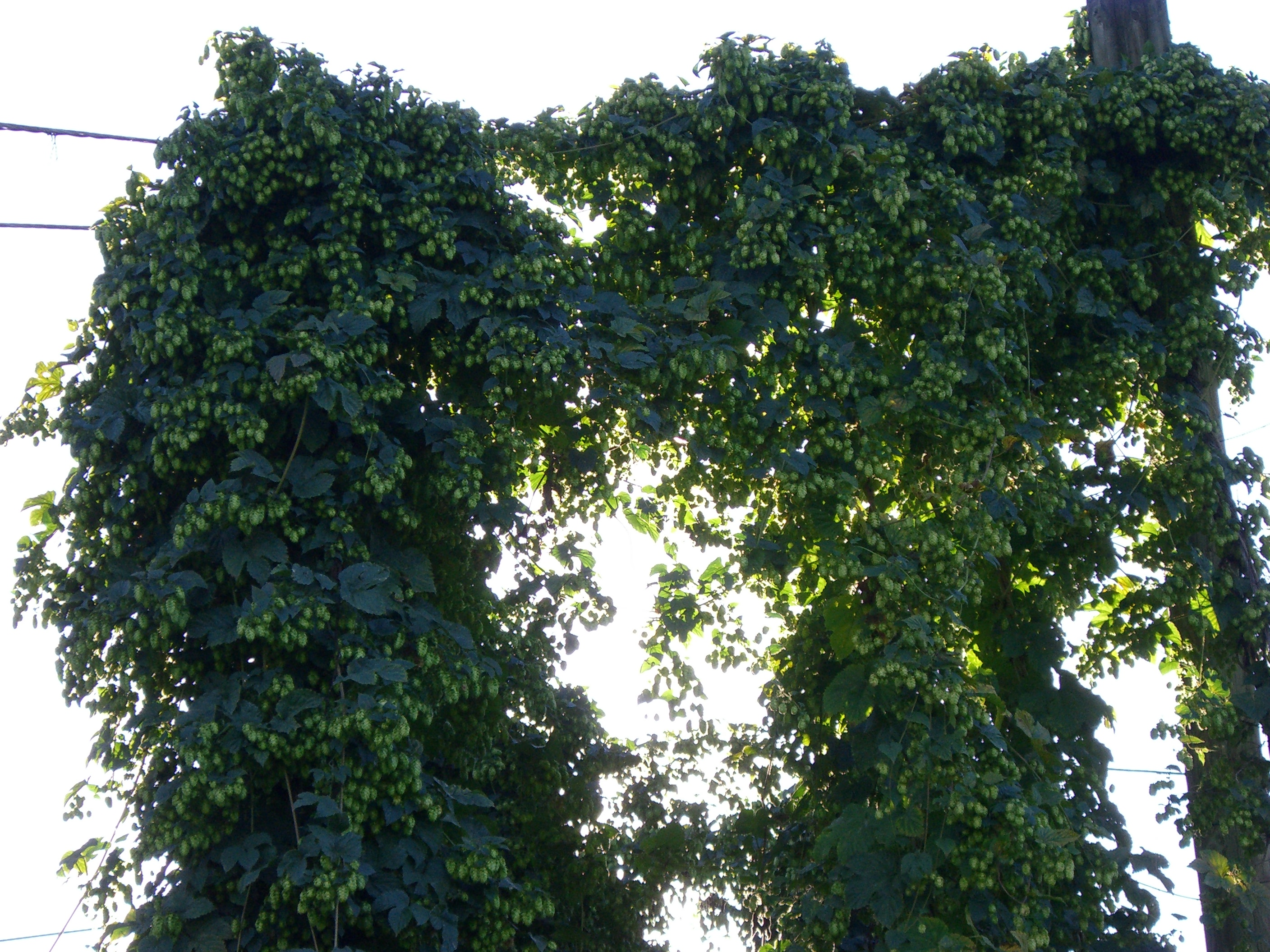
Reben
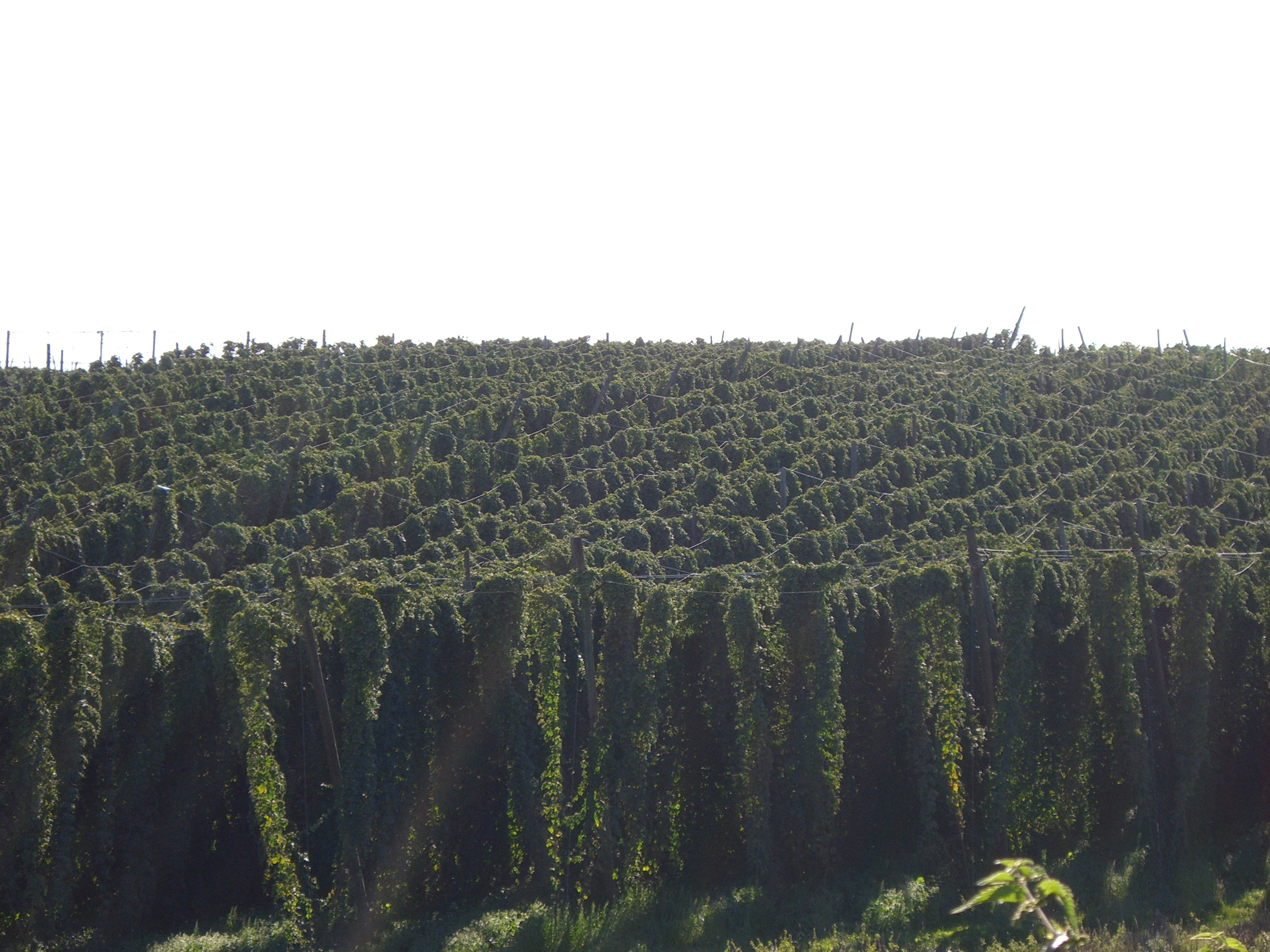
Garten
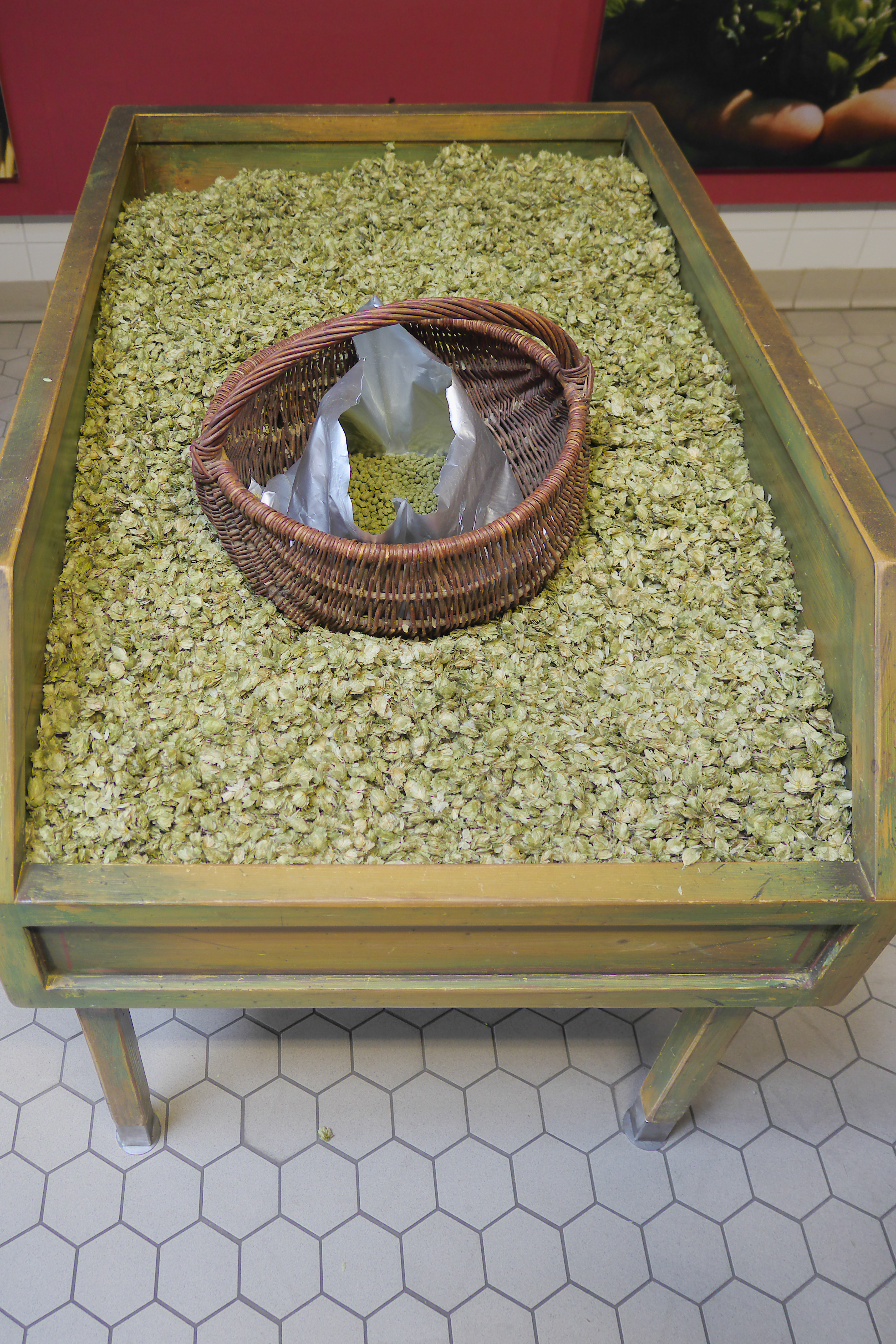
Lagertisch mit Dolden und Pellets (Mitte)

Hopfen dient in vielen alten Bibliotheken als Schutz vor Feuchtigkeit und Ungeziefer. Man legt Hopfendolden hinter den Büchern aus. Sie regulieren die Luftfeuchtigkeit, und ihre ätherischen Öle halten Insekten fern. Die Dolden müssen alle paar Jahre ausgewechselt werden.

## Wirtschaftliche Bedeutung
2022 wurden laut BarthHaas Bericht 2022/2023 weltweit 106.584 t Hopfen geerntet. Die drei größten Produzenten waren die USA (46.363 t), Deutschland (34.406 t) und China (6.014 t). Deutschland war in Europa der größte Produzent, danach folgten Tschechien (4.452 t) und Polen (3.424 t).

## Inhaltsstoffe

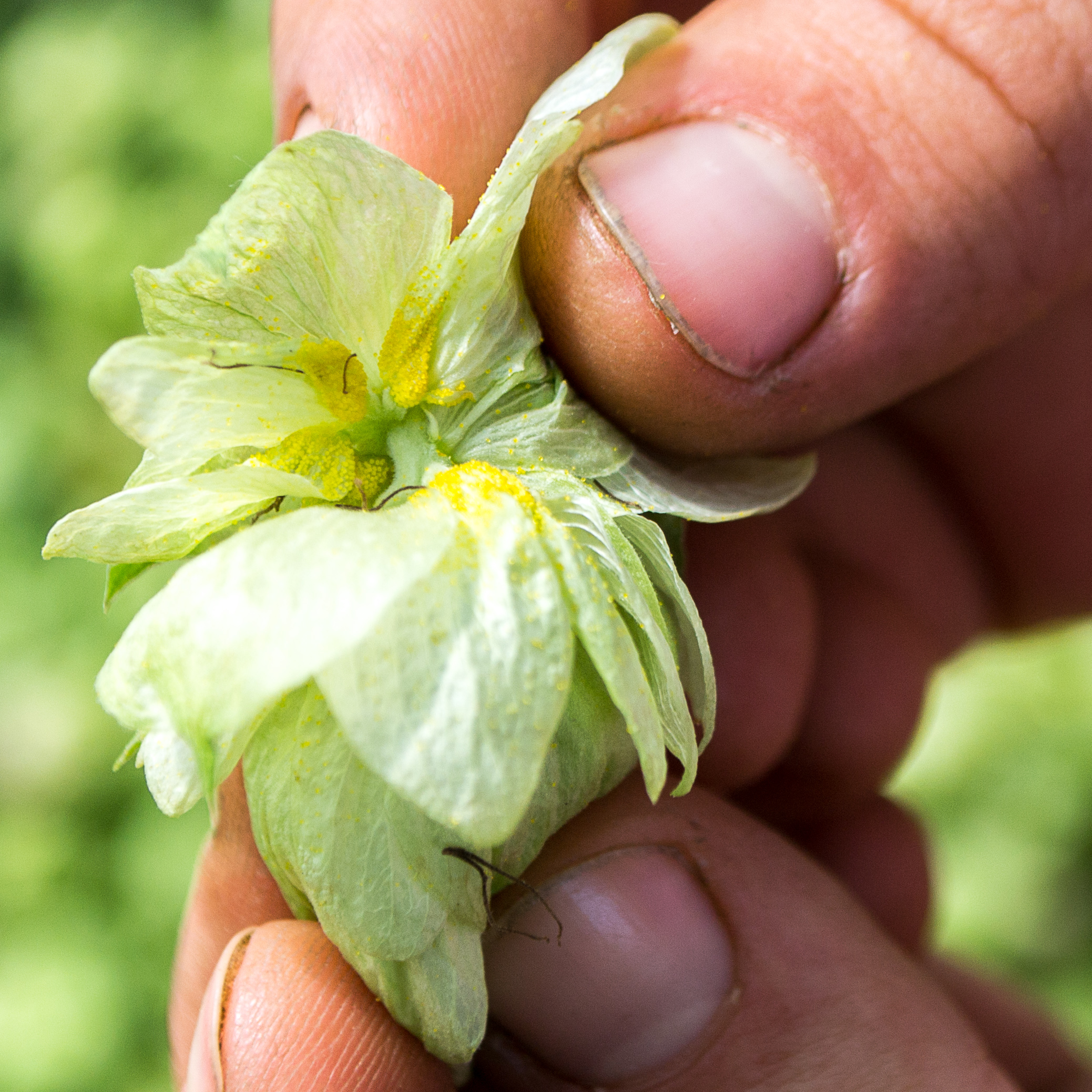
Lupulin-Drüsen

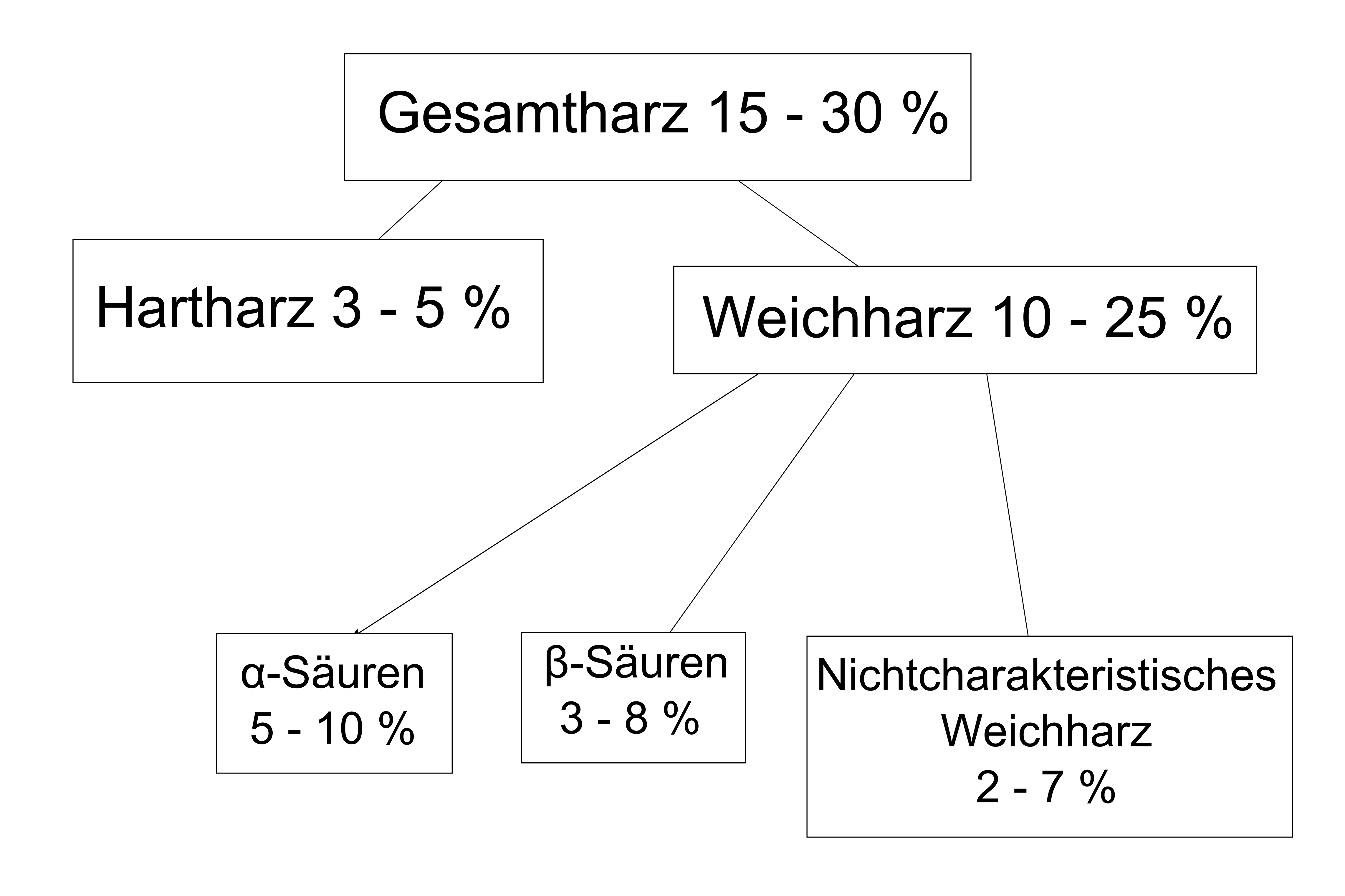
Einteilung Hopfenharz

Wertbestimmende Bestandteile der Hopfendolde sind eine Harzfraktion (Hopfenbitterstoffe) und ein ätherisches Öl, das Hopfenöl. Daneben sind Rohfasern (15 %), Eiweiße (20 %) und mineralische Bestandteile (8 %), Polyphenole (Tannine) (2–5 %) enthalten.
| Gehalt   | bezogen auf Hopfenzapfen           | bezogen auf Hopfendrüsen |
| Harz     | 15–25 % 15–30 %                    | 50–80 %                  |
| Hopfenöl | 0,2 – 0,5 % 0,3 – 1 % 0,05 – 1,7 % | 1 – 3 %                  |

Die weiblichen Blütenstände sind die sogenannten Hopfenzapfen Lupuli strobulus (2,5 – 5 cm), welche die trockenhäutigen Deckblätter tragen. Diese wiederum sind von sandkorngroßen Drüsenhaaren besetzt, die das gelbe bis rötliche Harz enthalten. Das Harz befindet sich in den Hopfendrüsen Lupuli glandula (Hopfenmehl, Hopfenstaub, Lupulin), die durch Abklopfen oder Schütteln der Hopfenzapfen gewonnen werden. Das Hopfenharz gliedert sich in zwei Harzfraktionen, die Hopfendrüsen enthalten etwa 50–80 % in Hexan lösliches Weichharz und zum anderen das hexanunlösliche Hartharz. Im frühen 19. Jahrhundert erfolgte die Extraktion des Harzes mit Wasser, Ethanol, Dampf oder auch Schwefelkohlenstoff. Durch die zunehmende Erforschung der Bestandteile des Harzes und seiner lipophilen Komponenten wurden ab dann effektivere Lösungsmittel wie Aceton, Chloroform, Alkohol oder Hexan verwendet. Aufgrund der Angst vor schädlichen Lösungsmittelrückständen wurde dann überkritisches Kohlendioxid verwendet.
Die Extraktion des Harzes liefert die kristallisierbaren, oxidationsempfindlichen Hopfenbittersäuren:
- Humulone (α-Hopfenbittersäuren) mit bitterem Geschmack, und die strukturell verwandten
- Lupulone (β-Hopfenbittersäuren) die nicht bitter sind.

Die Hopfensäuren machen anteilig etwa die Hälfte am Harz aus. Sie sind sehr instabil und nur im frischen Hopfen, nicht jedoch in gelagerter Ware enthalten. Beim Würzkochen (Bierherstellung), aber womöglich auch bei der pharmazeutischen Drogenextraktion entstehen durch Ringverengung stark bittere Isoverbindungen, die Isohumulone. Während der Lagerung der Droge werden durch oxidativen Abbau aus den Hopfenbitterstoffen verschiedene Verbindungen gebildet, darunter das 2-Methyl-3-buten-2-ol, für das im Tierexperiment sedierende Wirkungen festgestellt wurden. Weiterhin enthält das Harz Chalkone (Xanthohumol), 0,5 – 1,5 % Flavonoide und 2–4 % Gerbstoffe. Das gelb gefärbte Xanthohumol – für das eine chemopräventive Wirkung nachgewiesen wurde – kommt spezifisch im Hopfen vor und ist eine analytische Leitsubstanz; beim Brauprozess wird dieses jedoch weitestgehend in Isoxanthohumol umgewandelt.
Im Hopfenöl sind über 150 Einzelstoffe für ihr Vorkommen bekannt, unter denen Mono- und Sesquiterpene (z. B. Myrcen, Humulen und β-Caryophyllen, Farnesene) und verschiedene Fettsäureester hervorzuheben sind. Je nach Mengenverhältnis der Hauptterpene unterscheidet man myrcen- und humulenreiche Hopfensorten. Sie bestimmen maßgeblich das Bieraroma.
Hopfen enthält geringe Mengen an östrogenwirksamen Stoffen, unter denen das potenteste als das zu den Flavonoiden gehörende Hopein (8-Prenylnaringenin) identifiziert wurde. Auch eine antimikrobielle und tuberkulostatische Wirkung sollen Hopfenzapfen haben.

## Pharmakologische Wirkungen

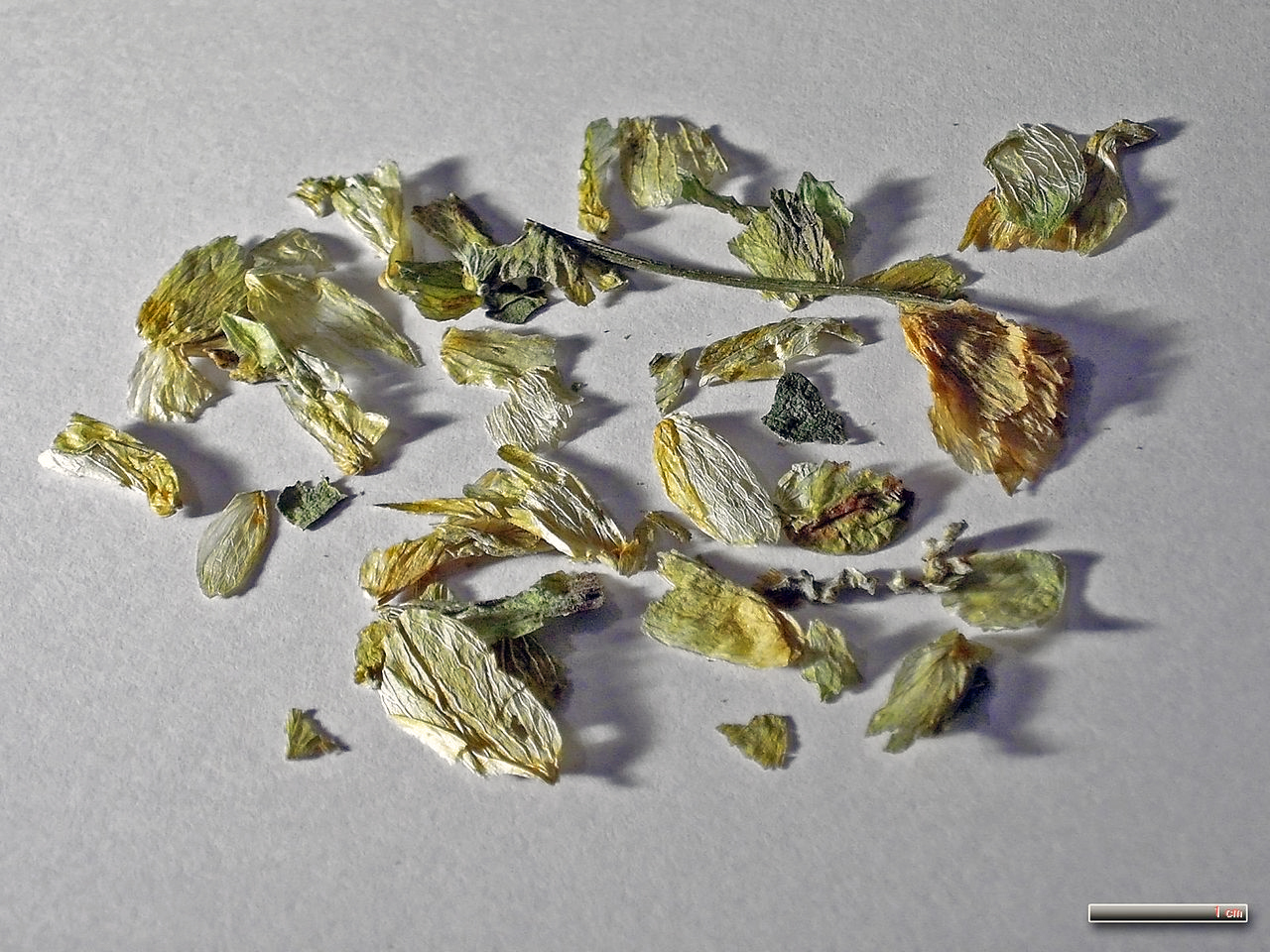
Echter Hopfen in Form der Blütendroge (Lupuli flos)

Pharmazeutisch verwendete Drogen sind die Hopfenzapfen (Lupuli flos, Strobuli Lupuli, Strobulus Lupuli), bei denen es sich um die getrockneten, vollständigen weiblichen Blütenstände handelt, und die Hopfendrüsen (Lupuli glandula, Hopfenmehl, Lupulin), die von den Fruchtständen abgesiebten Drüsenhaare. Hopfendrüsen stellen ein grüngelbes klebriges Pulver dar, das aromatisch riecht und würzig bitter schmeckt. Sie werden durch das Ausklopfen der Hopfenzapfen gewonnen.
In gepresster Form werden die Hopfendrüsen als Hopfenhasch (Lupu-Hash) als Räucherwerk oder zum Rauchen verwendet.
Zubereitungen aus Hopfenzapfen werden bereits seit dem 18. Jahrhundert als leichtes Einschlaf- und Beruhigungsmittel genutzt. Im Handel sind Hopfenextrakte als Fertigarzneimittel erhältlich, oft im Gemisch mit anderen pflanzlichen Sedativa wie Baldrian. Deren Wirksamkeit wurde von der Kommission E des BfArM bestätigt.
Die schlaffördernde und beruhigende Wirkung des Hopfens geht auf seine dem körpereigenen Hormon Melatonin ähnlichen Eigenschaften zurück. Es konnte nachgewiesen werden, dass Hopfenbestandteile an den Melatonin-Rezeptoren binden und dadurch schlafinduzierende Effekte, wie z. B. eine Senkung der Körpertemperatur bewirken.
Die Reduktion der Körpertemperatur trägt dazu bei, den Schlafprozess zu initiieren. In der Kombination ergänzen sich Hopfen und Baldrian in ihrer schlaffördernden Wirkung wie die körpereigenen Schlafregulatoren Adenosin und Melatonin.
Welche Inhaltsstoffe für die Wirkung verantwortlich sind, ist nicht vollständig geklärt. An erster Stelle sind die Bitterstoffe des Hopfens zu nennen. Aus diesen entsteht durch die Verbindung von Humulon und Lupulon bei der Lagerung, Verarbeitung und/oder im menschlichen Körper 2-Methylbut-3-en-2-ol, das wahrscheinlich für die beruhigende Wirkung verantwortlich ist. Die Verbindung wirkt außerdem antibakteriell. Die entsprechend konservierende Wirkung spielt beim Bierbrauen eine wichtige Rolle. Die Bitterstoffe stimulieren auch die Magensaftsekretion, deshalb wird der Hopfen in der Volksheilkunde bei Appetitlosigkeit und bei Verdauungsbeschwerden eingesetzt.
In der Aromatherapie werden Hopfenblüten als „Aromakissen“ oder Hopfenauszüge als Badezusatz verwendet. Eine östrogene Wirkung des Hopfens geht hauptsächlich auf den Gehalt an Hopein (8-Prenylnaringenin) zurück. Der Stoff wirkt als Agonist am Estrogenrezeptor.
Frische Hopfenzapfen können bei Hautkontakt allergische Reaktionen auslösen (Hopfenpflückerkrankheit).

## Hopfensorten

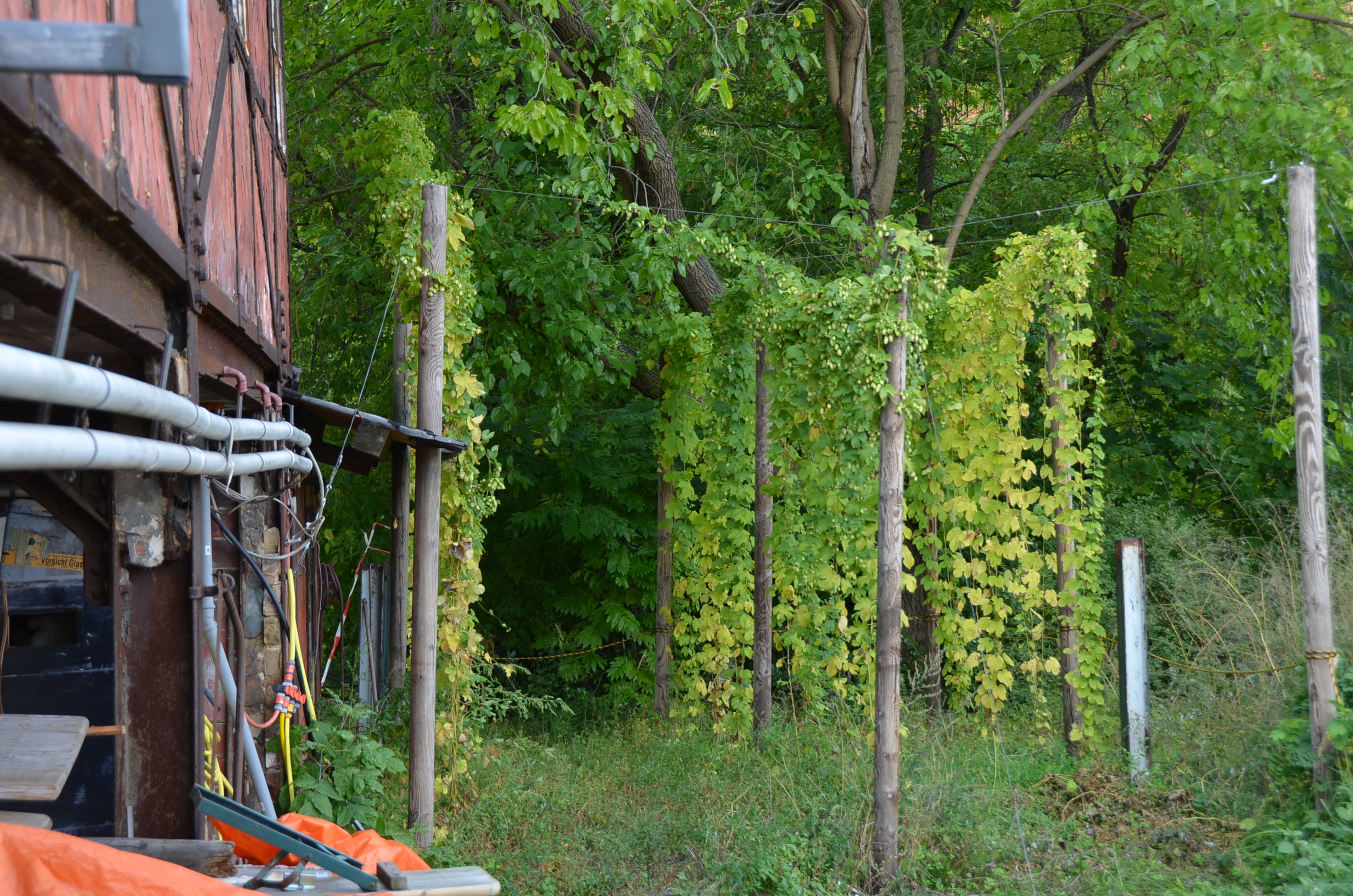
Hopfenanbau am Zunfthaus der Berliner Brauer mit 16 unterschiedlichen Hopfensorten

Weltweit existieren mehrere hundert Hopfensorten, von denen allerdings nicht alle aktuell eine wirtschaftliche Bedeutung haben.

### Deutschland
83,3 % der auf deutschen Hopfenflächen angebauten Sorten sind Züchtungen aus dem Hopfenforschungszentrum Hüll.
Im Jahr 2019 waren in Deutschland 44 Hopfensorten im wirtschaftlichen Anbau – mit weiter steigender Tendenz.

#### Wichtigste Bittersorten
- Herkules[36]
- Hallertauer Magnum
- Polaris
- Hallertauer Taurus
- Nugget
- Hallertauer Merkur
- Citra

#### Wichtigste Aromasorten
Landsorten:
- Hallertauer Mittelfrüher
- Hersbrucker Spät
- Spalter
- Tettnanger

Zuchtsorten:
- Perle
- Hallertauer Tradition
- Spalter Select
- Saphir
- Mandarina Bavaria
- Northern Brewer
- Opal

#### Aromahopfen
Aromahopfen gehören zu den qualitativ hochwertigsten und teuersten Hopfensorten, denn sie enthalten ein deutlich ausgeprägteres Spektrum an Aromen, als dies bei den sonst eingesetzten Bitterhopfen der Fall ist. Beim Brauprozess entfalten Aromahopfen eine außergewöhnliche Aromenintensität, die dem Bier mehr „Körper“ verleiht. Er macht es würziger, aromatischer und charaktervoller. Aromahopfen besitzen jedoch einen geringeren Anteil an Bitterstoffen, die beim Brauprozess ebenfalls eine wichtige Rolle spielen. Man braucht daher eine deutlich größere Menge. Daher ist dieser Hopfentyp – auch wirtschaftlich gesehen – der hochwertigste. Die höhere Hopfengabe bringt mehr Xanthohumol in die Würze bzw. das Bier ein, obwohl Bittersorten einen höheren Gehalt an Xanthohumol aufweisen. Viele Brauereien verwenden dennoch ausschließlich Bitterhopfen. Die edelsten Aromahopfensorten waren lange Zeit die alten Landsorten „Hallertauer Mittelfrüher“, „Spalter“, „Tettnanger“, „Hersbrucker Spät“ und der böhmische „Saazer“, die allerdings sehr empfindlich gegenüber Pilzkrankheiten und Schädlingen sind.

#### Neue Hopfensorten
In Tettnang und der Hallertau sind seit 2013 neue Sorten im Anbau, die einige Jahre lang als Special Flavor Hops (seit 2006 gezüchtete Hopfensorten mit natürlichen fruchtigen Geschmacksrichtungen) vermarktet wurden. Mittlerweile werden diese neuen Züchtungen als normale Aromasorten gelistet und eingesetzt; die wichtigsten dieser modernen Zuchtsorten sind
- Mandarina Bavaria (fruchtiges Aroma mit einer besonders stark ausgeprägte Mandarinennote)
- Hüll Melon (markante Honigmelonen- und Erdbeernote)
- Polaris (intensiv fruchtiges Aroma mit einer Note ähnlich der eines „Gletschereisbonbons“)
- Hallertau Blanc
- Ariana
- Callista

### England
- Admiral
- Boadicea
- Bramling Cross
- Challenger
- English Fuggle
- First Gold
- Goldings
- Herald
- Northdown
- Phoenix
- Pilgrim
- Progress
- Sovereign
- Target
- Whitbread Golding

## Anbaugebiete
Die größten Anbauflächen für Hopfen lagen 2022 in den USA (24.758 ha), Deutschland (20.604 ha) und Tschechien (4.943 ha). 2023 war Deutschland an erster Stelle.
2016 waren die drei führenden Hopfenbau-Länder der Fläche nach die USA, Deutschland und Tschechien. Damals betrug die geschätzte Hopfenernte in der Hallertau 36.500 Tonnen. 1928 betrug die Welternte 60.300 Tonnen; davon entfielen 14.900 Tonnen auf die USA, 12.300 Tonnen auf Großbritannien, 9.430 Tonnen auf die Tschechoslowakei und 8.370 Tonnen auf das Deutsche Reich.

### Deutschland
In Deutschland gibt es vier größere Hopfenanbaugebiete, die insgesamt auf 20.600 ha produzieren (Stand 2022). Deutschland liefert sich Jahr für Jahr ein Wettrennen mit den USA, welches der beiden Länder mehr Hopfen anbaut.
Verteilung der Anbaufläche (Anteil in %) und Anzahl der Pflanzer 2022:
- Hallertau: 17.111 ha (83 %), 854 Pflanzer
- Elbe-Saale: 1576 ha (7,6 %), 29 Pflanzer
- Tettnang: 1497 ha (7,3 %), 124 Pflanzer
- Spalt: 409 ha (2 %), 44 Pflanzer
- Rheinpfalz/Bitburg: 12 ha, 2 Pflanzer

Das Hopfenanbaugebiet Hersbruck gehört seit 2004 zum Anbaugebiet Hallertau. Das Hopfenanbaugebiet Jura gehört seit 1986 zum Anbaugebiet Spalt (Bezirk Kinding) bzw. seit 1992 zum Anbaugebiet Hallertau (Bezirk Altmannstein).

### Ehemalige Anbaugebiete
- Das seit dem 15. Jahrhundert urkundlich bezeugte Hopfenanbaugebiet der Oberpfalz um Schmidmühlen bestand bis in die 1930er-Jahre. Grund für die Einstellung des Anbaus war der 1867 erstmals dort aufgetretene Kupferbrand, der viele Hopfenbauern zur Aufgabe zwang.
- Bis in die 1970er Jahre wurde in der Region Rottenburg-Herrenberg-Weil der Stadt Hopfen angebaut.[45]
- In der Pfalz wurde Hopfen angebaut, Schwerpunkt war die Gemeinde Kapellen-Drusweiler.[46]
- Überliefert ist der Anbau von Hopfen für Gebiete und Orte im ehemaligen Königreich Hannover und Herzogtum Braunschweig (Hannoversches Wendland, Braunschweig, Peine, Hannover, Schladen, Alfeld), im Herzogtum Oldenburg (Ammerland), in Schleswig-Holstein (vor 1867 zu Dänemark gehörig), in Mecklenburg (Rostock, Parchim, Grabow, Neubrandenburg) und in Teilen Brandenburg-Preußens (Altmark, Bukkow bei Berlin, Guben, Posen, West- und Ostpreußen).[47]

### Österreich
In Österreich mit insgesamt 248 ha Anbaufläche (Stand 2016) gibt es drei Anbaugebiete:
- Mühlviertel, in Oberösterreich
- Leutschach, in der südlichen Steiermark.
- Waldviertel, in Niederösterreich

Während bis 1939 wesentlich mehr Hopfen angebaut wurde, können heute nur noch 23 % des Landesbedarfes im Inland gedeckt werden.

### Schweiz
In der Schweiz befinden sich Anbauflächen von insgesamt 18 ha, nur etwa 10 % des Landesbedarfs konnten 2003 aus der einheimischen Produktion in 20 landwirtschaftlichen Betrieben gedeckt werden.
- Im Zürcher Weinland, insbesondere in der Gemeinde Stammheim,
- im Fricktal, Kanton Aargau,
- in Wolfwil, Kanton Solothurn und
- bei der Thurgauer Kartause Ittingen, Gemeinde Warth-Weiningen.

### USA
Mit 21.433 ha lag 2016 etwa ein Viertel der weltweiten Anbauflächen in Nordamerika in den US-Bundesstaaten Idaho, Oregon und Washington; aus der Hopfenernte 2016 wurden 4.054 Tonnen Alphasäure gewonnen.

### Tschechien
2016 lag Tschechien mit 4.945 ha weltweit an dritter Position. Das bedeutendste Hopfenanbaugebiet liegt bei Žatec (Saaz), weitere bei Úštěk (Auscha) und Dubá (Dauba) sowie Tršice (Tirschitz).

### Sonstige Länder
Hopfenanbau mit internationaler Bedeutung findet auch in der Volksrepublik China (2.508 ha), in Polen (1.524 ha), in Slowenien (1.528 ha), in der Ukraine (369 ha) und in England (928 ha) statt. Weitere europäische Länder mit Hopfenbau von geringer, manchmal aber regionaler Bedeutung sind Frankreich (453 ha, in erster Linie im Elsass), Spanien (534 ha vorwiegend um die Stadt León), Rumänien (282 ha), Belgien (155 ha, im Besonderen in der Gegend von Poperinge, Provinz Westflandern) und Slowakei (137 ha).
Außerdem wird in Neuseeland auf ca. 412 ha Hopfen angebaut, der größtenteils exportiert wird. Als Ergebnis der neuseeländischen Züchtungsbemühungen erzielen diese hochwertigen Sorten vergleichsweise hohe Preise. In Australien sind es 488 ha und in Südafrika 402 ha. (Alle Angaben Stand 2016.)

## Krankheiten und Schädlinge
Zu den durch Pilzen verursachten Krankheiten zählen der Echte Mehltau sowie die hopfenspezifische Art Verticillium nonalfalfae der Verticillium-Welke. Der Hopfen- oder Hanferdfloh Psylliodes attenuatus und die Gemeine Spinnmilbe Tetranychus urticae gehören zu den tierischen Schädlingen. Ein weiterer wichtiger Schädling ist bei Massenbefall die Hopfenblattlaus Phorodon humuli. Jedes Jahr wiederkehrend zum Problem wird die Peronospora, auch falscher Mehltau genannt, eine Pilzkrankheit des Hopfens. In jedem Anbaugebiet gibt es Anlagen, die den Sporenflug dieses Pilzes messen, sodass das Hopfenforschungszentrum bei Bedarf einen Spritzaufruf an die umliegenden Bauernhöfe starten kann.

## Sonstiges
- 95 % des in Deutschland angebauten Hopfens wird vom Deutschen Hopfenwirtschaftsverband vermarktet und verarbeitet.

- Mit dem Hopfenanbau sind auch kulturelle Traditionen verknüpft wie z. B. die Wahl einer Hopfenkönigin.

- Die Stadt Geisenfeld schmückt sich mit dem Titel, der erste Ort gewesen zu sein, an dem jemals Hopfen kultiviert wurde. Ob dieser Ort auf dem heutigen Stadtgebiet von Geisenfeld liegt, oder auf dem von Aiglsbach, oder ob nicht doch Nandlstadt oder Siegenburg etwas früher bereits Hopfen kultiviert hatten, ist historisch umstritten.[53][54]

## Geschichte
In Manuskripten des 12. Jahrhunderts, die Hildegard von Bingen zuzuschreiben sind, wird der Hopfen (althochdeutsch hoppho, mittelhochdeutsch hoppen) als Bitterpflanze charakterisiert, die im Menschen schädliche Melancholie erzeuge, andererseits aber, den Getränken zugesetzt, diese vor dem Faulen bewahre. Im 14. Jahrhundert deutete Konrad von Megenberg die Wirkungscharakteristik der Hopfendolden als heiß und trocken. Er sah in ihnen eine Kraft, die zähe Feuchtigkeiten im Menschen auflösen und Flüssigkeiten vor Fäulnis bewahren könne. Das gelte aber nur für die Dolden, während das Kraut den Leib des Menschen beschwere.
Aus dem Opus pandectarum des Matthaeus Silvaticus und aus den Werken des Pseudo-Mesue schöpfend deuteten die Kompilatoren der Mainzer Kräuterbuchinkunabeln Herbarius moguntinus (1484), Gart der Gesundheit (1485) und Hortus sanitatis (1491) den Hopfen als eine Art Winde („volubilis – species tertia / lupulus“). Dieser „lupulus“ sollte schmerzlindernd und entzündungswidrig wirken. Er sollte die gelbe Galle („cholera citrina“) aus dem Blut entfernen. Eine Abkochung von „lupulus“ in Molke („aqua casei“) sollte besonders entzündungswidrig sein. Ein aus „lupulus“ bereiteter Sirup sollte Gelbsucht beseitigen. In seinem Kleinen Destillierbuch (1500) empfahl der Straßburger Chirurg und Botaniker Hieronymus Brunschwig die im Ende des April ausschießenden „gipflin und zincklin“ am Beginn ihres Wachstums abzubrechen und zur Bereitung eines Destillats zu verwenden.
Otto Brunfels (1532), Hieronymus Bock (1539) und Leonhard Fuchs (1543), die Väter der Botanik, diskutierten darüber, welche Pflanzenbeschreibungen in den Werken der antiken Autoren (Dioskurides und Plinius) den Hopfen darstellen könnten. Hieronymus Bock schrieb auch über die nichtmedizinische Verwendung des Hopfens im 16. Jahrhundert:
- Die Hopfen Dolden („Blumen“) sind der Biersieder Gewürz, denn ohne diese Dolde wird man nicht viel gutes Bier mögen machen.
- Der wilde Hopfen wird im Weinland von den Bäckern aufgesammelt, die Hefe („Heffel“) damit zu setzen, weil die Hopfen gewaltig auftreiben und den Teig locker machen.
- Im Frühling lassen die Leckermäuler die jungen Dolden der Hopfen zum Salat bereiten, wie die jungen Spargeln, und sie halten das für eine gesunde Speise für die „verstopfte Leber“.

In seinem Pinax theatri botanici (1623) benannte Caspar Bauhin den Hopfen nach den Regeln einer binären Nomenklatur und er differenzierte zwischen männlicher und weiblicher Pflanze („lupulus mas“ und „lupulus foemina“).

### Historische Abbildungen

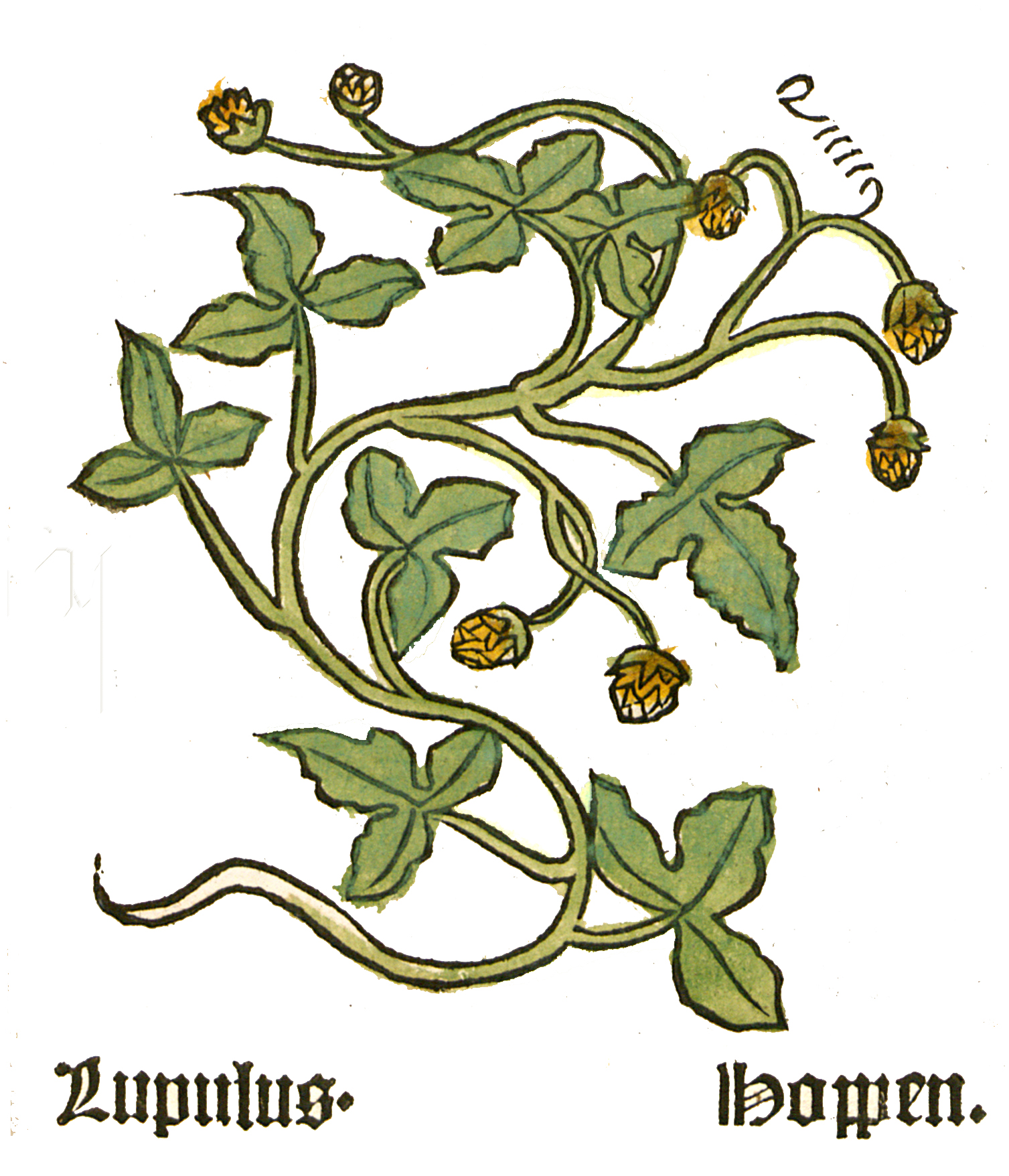
Herbarius Moguntinus 1484
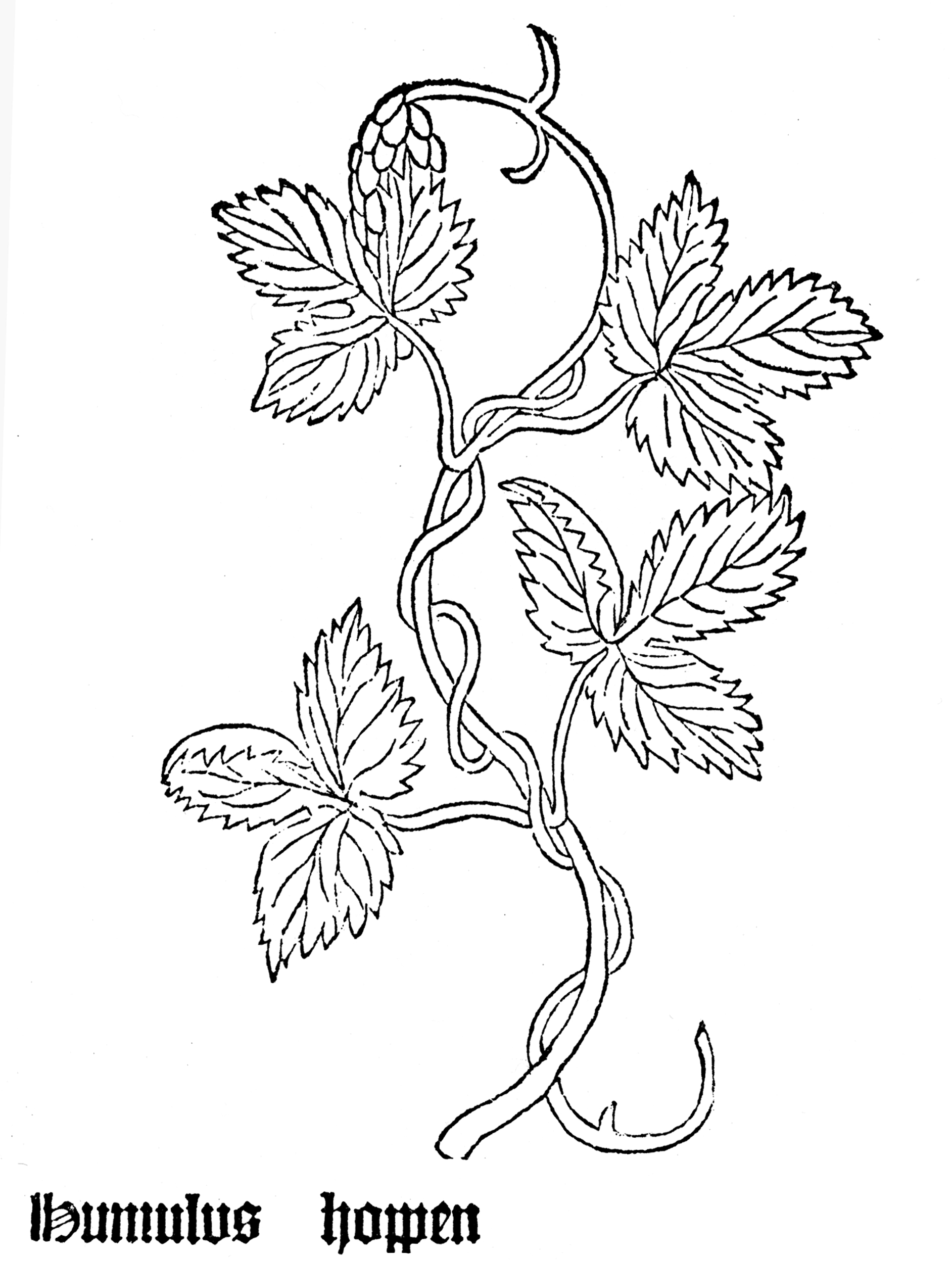
Gart der Gesundheit 1485
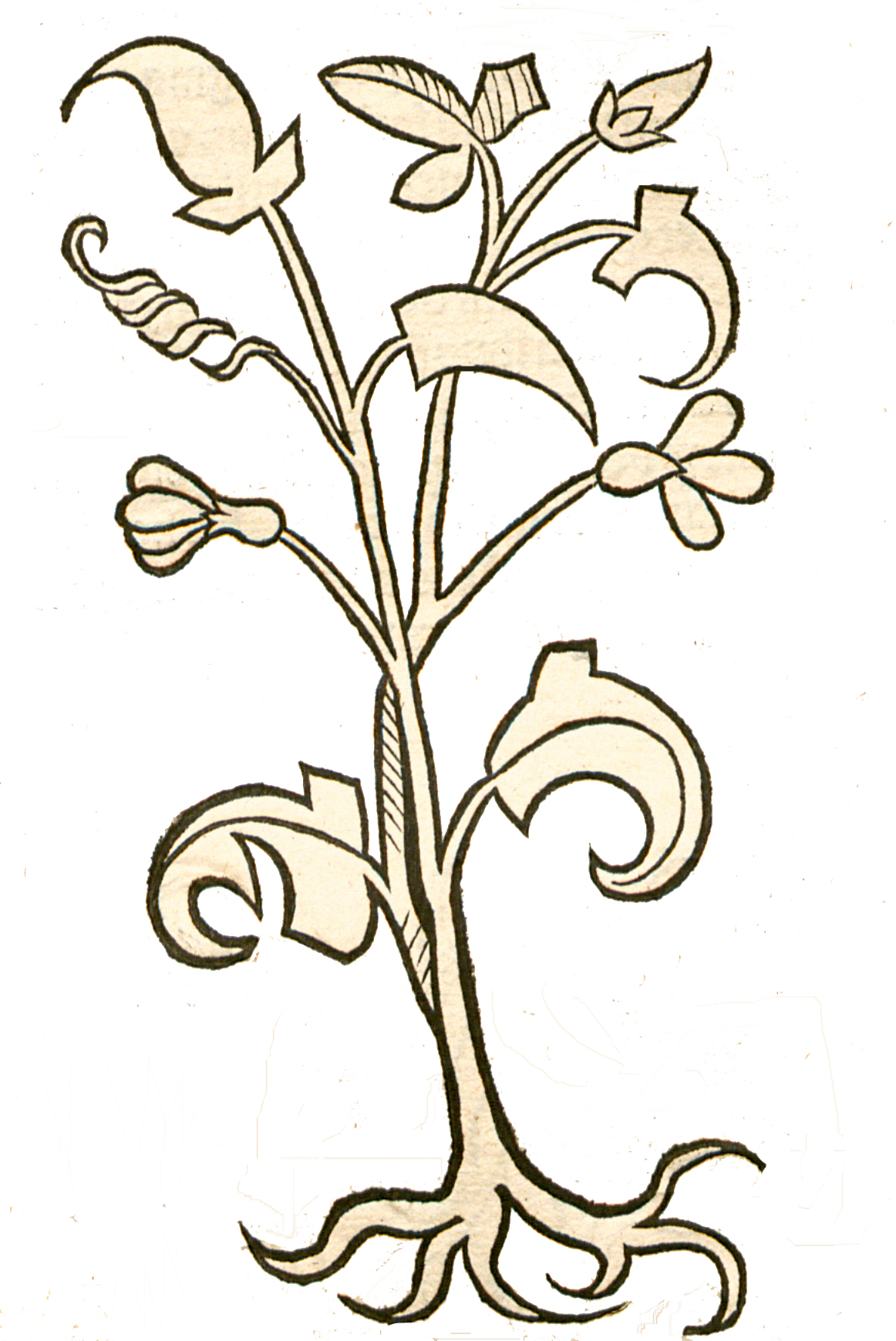
Hortus sanitatis 1491
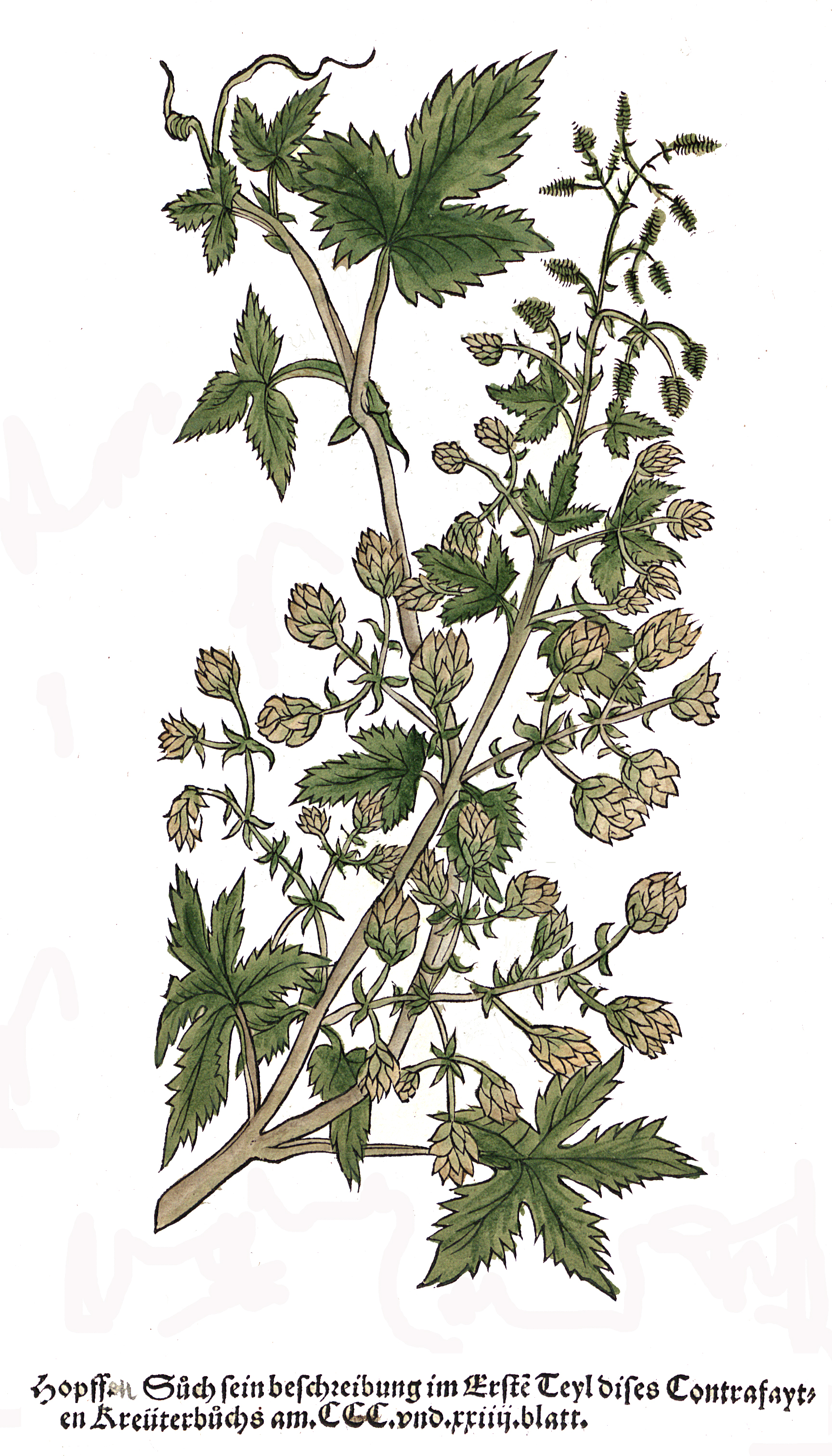
Otto Brunfels 1537
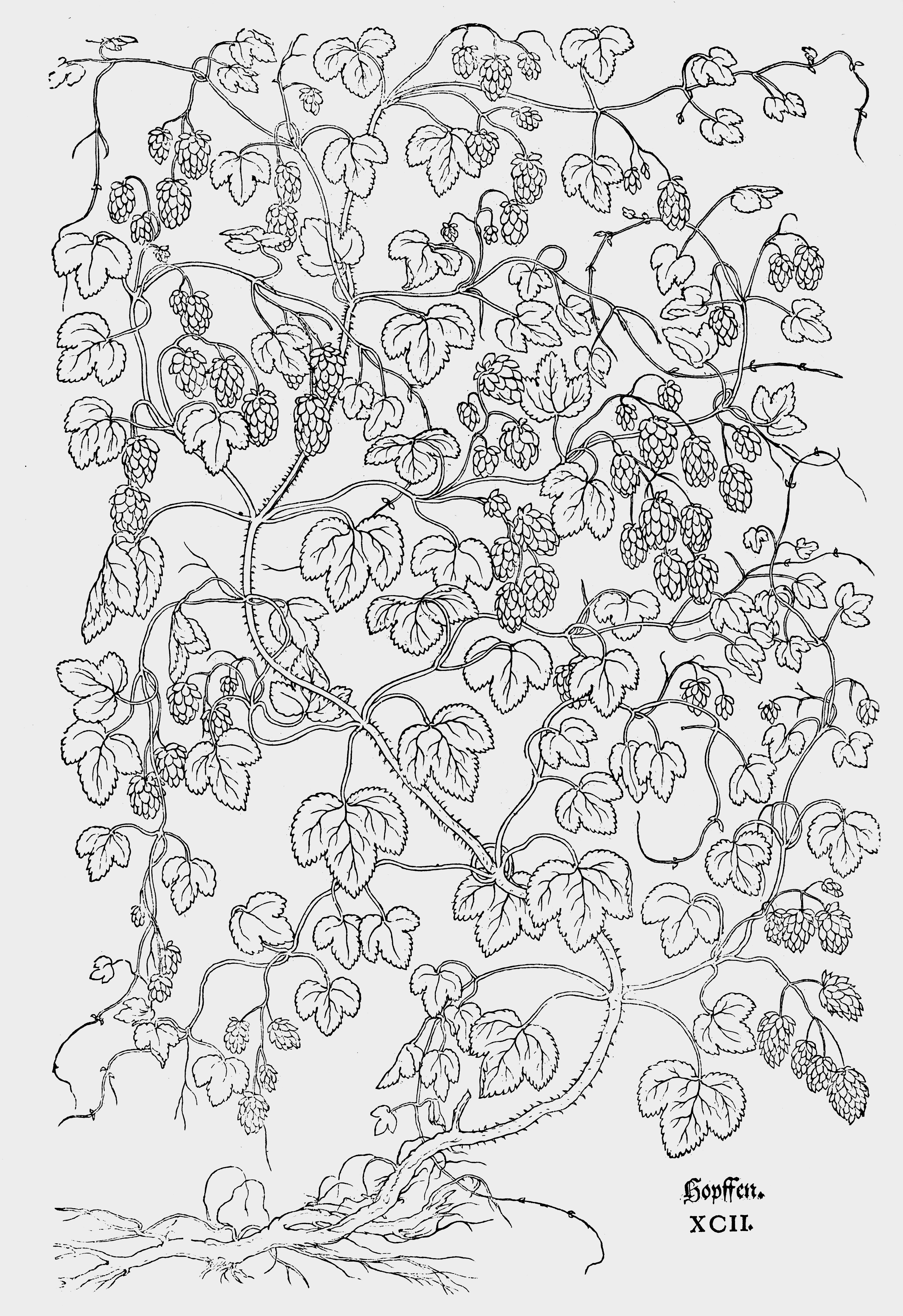
Leonhart Fuchs 1543
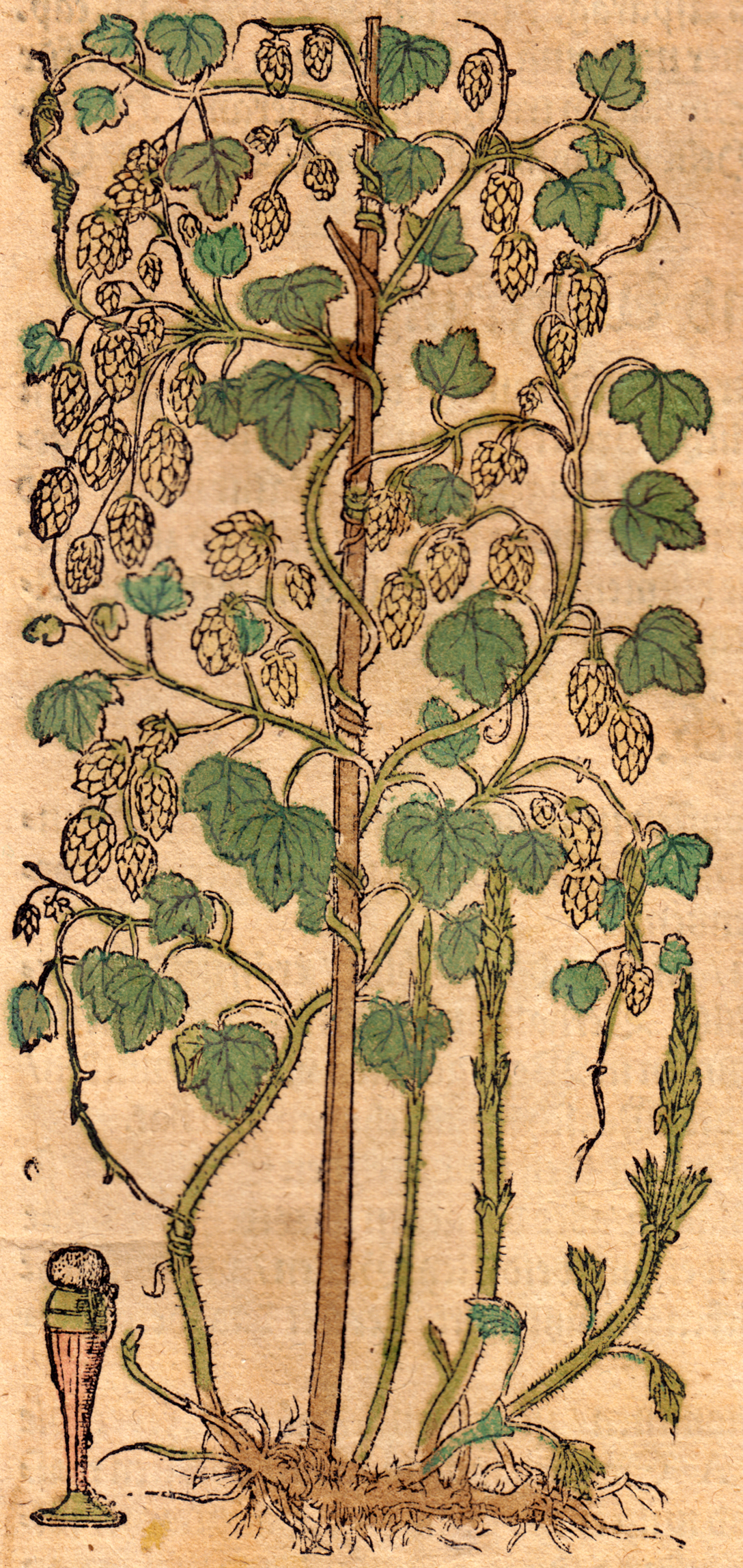
Hieronymus Bock 1546
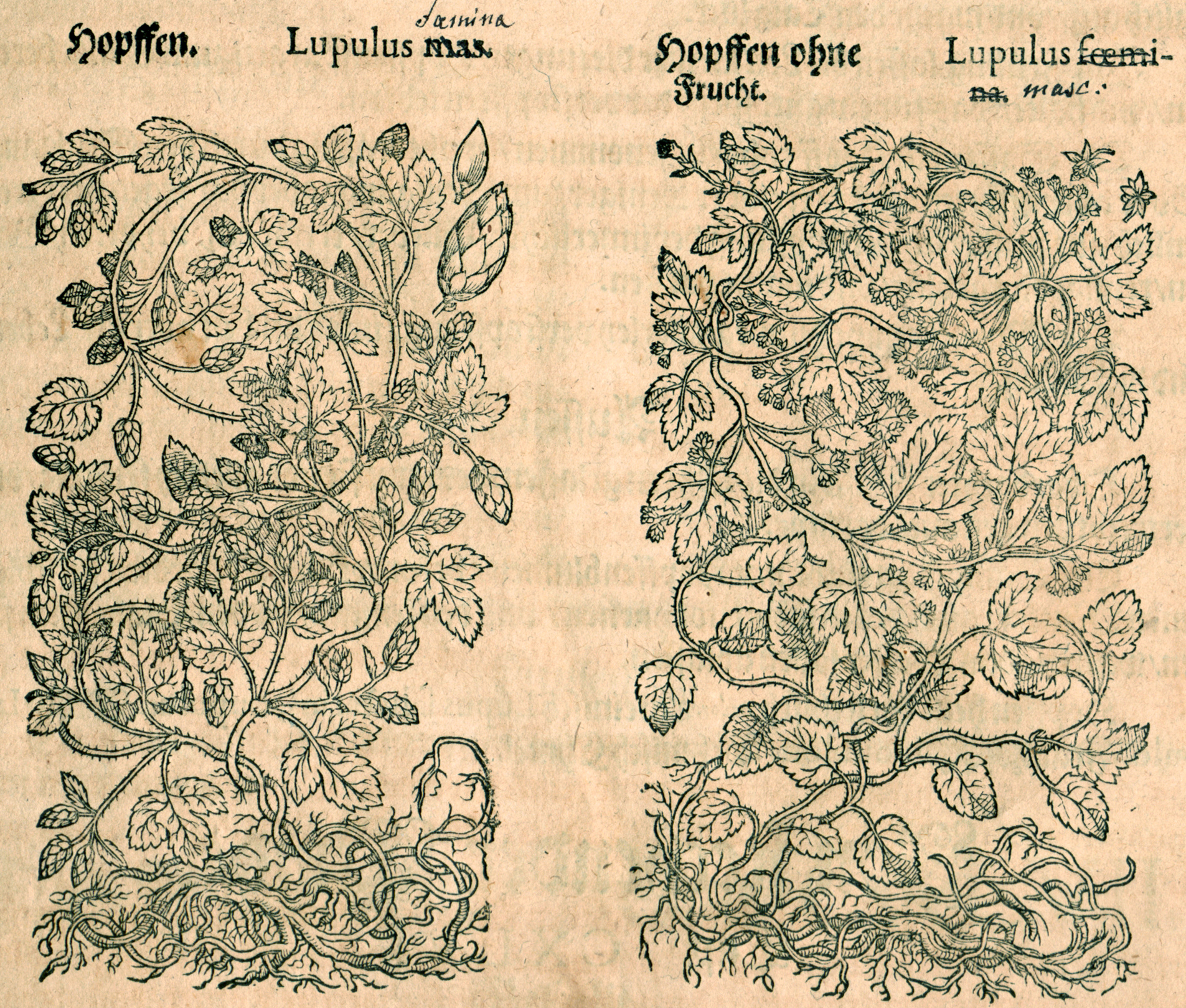
Mattioli / Handsch / Camerarius 1586
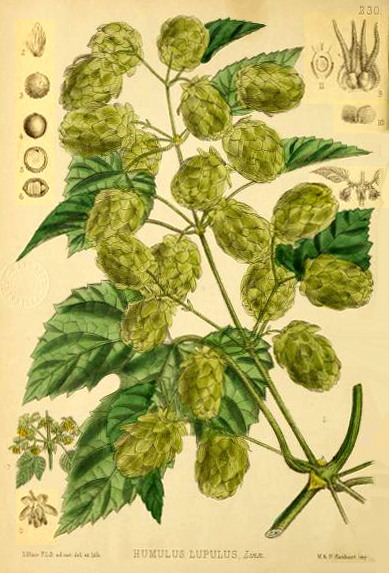
Bentley / Trimen 1880
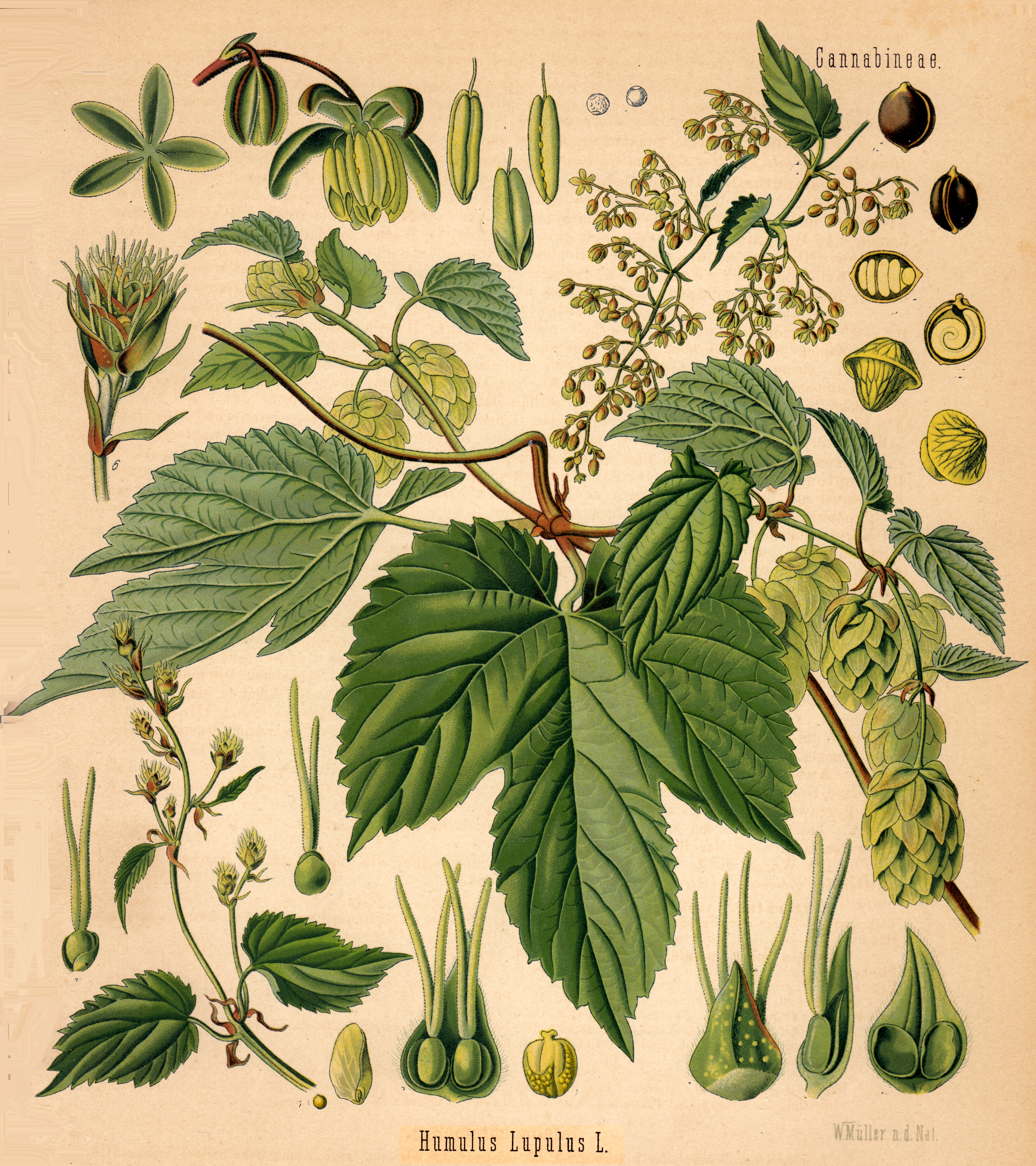
Köhler 1887